# تفاعل البوليمراز المتسلسل

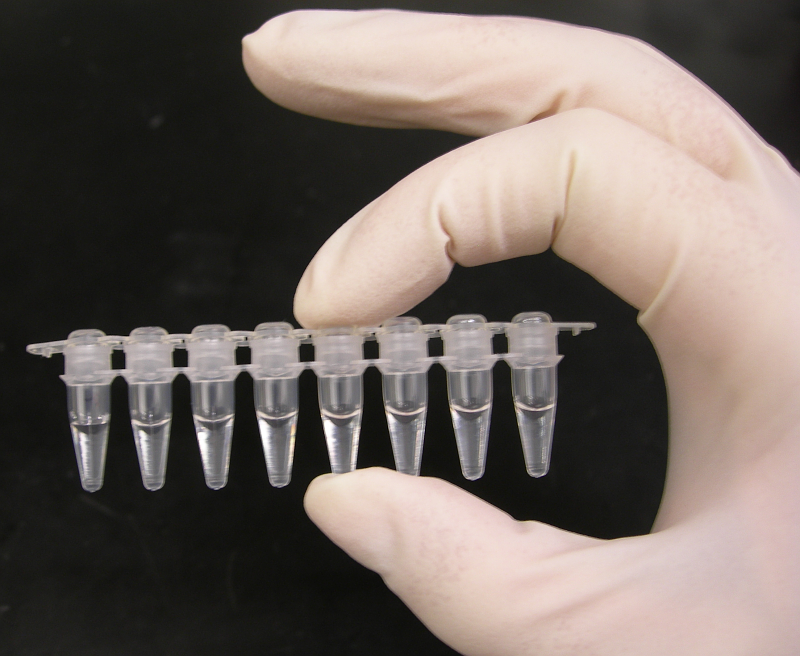
شريطٌ من 8 أنابيب لتفاعل البوليمراز المتسلسل، يحتوي كلٌ منها على 100 ميكرولتر من خليط التفاعل

تفاعل البوليمراز المتسلسل أو سلسلة تفاعل البوليمراز (اختصارًا PCR)،(1) هي طريقةٌ مُستعملةٌ بشكلٍ واسعٍ في علم الأحياء الجزيئي، حيثُ تعمل على إنتاجٍ سريعٍ لمليارات النُسخ من عينةٍ خاصةٍ للحمض النووي الريبوزي منقوص الأكسجين (دنا)(2)، مما يُمكن العلماء من أخذ عينةٍ صغيرةٍ جدًا من الدنا وتضخيمها إلى كميةٍ كبيرةٍ تكفي لدراستها بالتفصيل. اختُرع تفاعل البوليمراز المتسلسل عام 1983 بواسطة كاري موليس. يُعتبر هذا التفاعل أساسًا للعديد من الفحوصات الجينية، وتتضمن تحليل عيناتٍ قديمة من الدنا وتحديد العوامل المُسببة للعدوى. باستخدام تفاعل البوليمراز المتسلسل، يتم تضخيم نُسخٍ بكميات صغيرة جدًا من تسلسلات الحمض النووي في تسلسلاتٍ أو دوراتٍ من تغيرات درجة الحرارة. يُعتبر تفاعل البوليمراز المتسلسل شائعًا حاليًا ولا غنًى عنه في كثيرٍ من الأحيان حيثُ يستخدم في المختبرات الطبية والبحوث المخبرية السريرية في مجموعةٍ واسعة من التطبيقات العملية والتي تتضمن البحوث الطبية الحيوية والطب الشرعي الجنائي.
تعتمدُ مُعظم طُرق تفاعل البوليمراز المتسلسل على التدوير الحراري. يُعرض التدوير الحراري المواد المتفاعلة لدوراتٍ مُتكررة من التسخين والتبريد، مما يسمحُ بحدوث تفاعلاتٍ مختلفةٍ تعتمد على درجة الحرارة، خصوصًا انصهار الحمض النووي وتنسخ الدنا المُحرك بالإنزيم. يَستخدم تفاعل البوليمراز المتسلسل كاشفين رئيسيين: المشرعات (هي شظايًا من الدنا القصير مُفرد السلسلة وتعرف باسم قليلات النوكليوتيدات، وهي سلسلاتٌ متممة لمنطقة الدنا المستهدفة) وبوليميراز الدنا. في الخطوة الأولى من تفاعل البوليميراز المتسلسل، تُفصل سلسلة الدنا الحلزونية المزدوجة بنيويًا عند درجة حرارة عالية في عمليةٍ تُسمى إفساد الحمض النووي. في الخطوة الثانية، تنخفض درجة الحرارة وترتبط المُشرعات بالتسلسلات المتممة للحمض النووي، ثم تصبح سلسلات الدنا قوالب لبوليميراز الدنا وذلك للقيام بتجميعٍ إنزيمي لسلسلة دنا جديدةٍ من النيوكليوتيدات الحُرة، وهي الأجزاء الأساسية للحمض النووي (الدنا). مع استمرار تقدم تفاعل البوليمراز المتسلسل، يُستخدم الدنا المولّد نفسه قالبًا للنسخ المتماثل، مما يؤدي إلى تنشيط تفاعلٍ تسلسلي يُضخم فيه قالب الدنا الأصلي بشكلٍ كبير.
تستخدم جميع تطبيقات تفاعل البوليمراز المتسلسل تقريبًا بوليميراز دنا مستقرٌ بالحرارة، مثل بوليميراز المستحرة المائية، وهو إنزيمٌ معزولٌ في الأصل عن البكتيريا المستحرة المائية أليفة الحرارة. إذا كان البوليميراز المُستعمل عرضةً للحرارة، فإنه سوف يُفسد تحت درجات الحرارة العالية في خطوة الإفساد. قبل استخدام بوليميراز المستحرة المائية، كان يجب إضافة بوليمراز الدنا يدويًا في كل دورةٍ، والتي كانت عمليةً شاقةً ومُكلفة.
يُوجد عددٌ من تطبيقات تفاعل البوليمراز المتسلسل، وتتضمن استنساخ الدنا بهدف تحديد التسلسل، واستنساخ الجينات ومُعالجتها وتطفير الجينات، بالإضافة إلى بناء سلاسل مُستندة على الدنا، أو التحليل الوظيفي للجينات، وتشخيص ورصد الأمراض الوراثية، وتضخيم دنا قديم، وتحليل البصمات الجينية لتنميط الدنا (مثلًا في علم الأدلة الجنائية واختبار الأبوة بالدنا)، والكشف عن مسببات الأمراض في اختبارات الحمض النووي لتشخيص الأمراض المعدية.

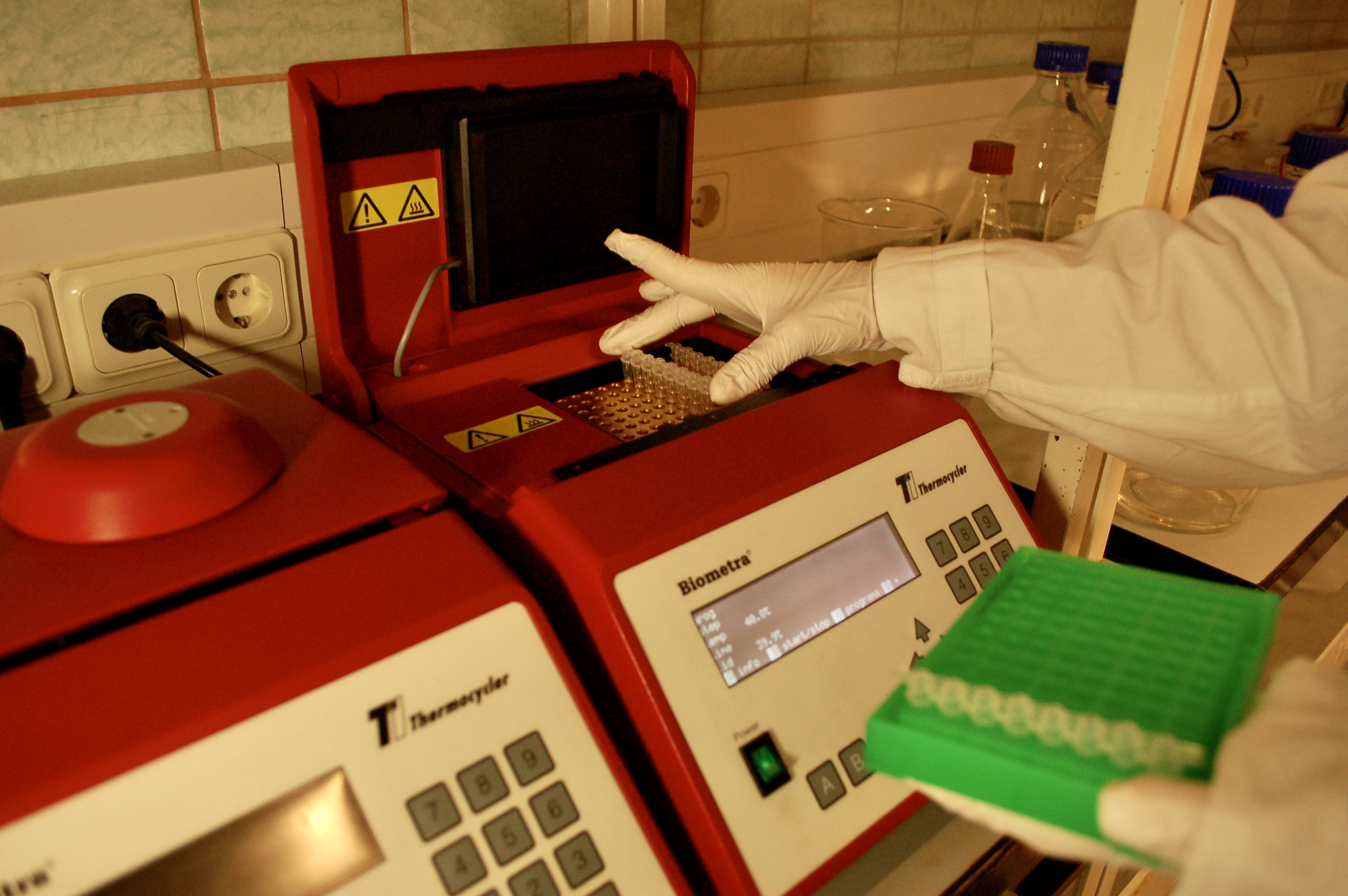
وضع شريطٍ من 8 أنابيب تفاعل البوليمراز المتسلسل في مدورٍ حراري

## أسس التفاعل

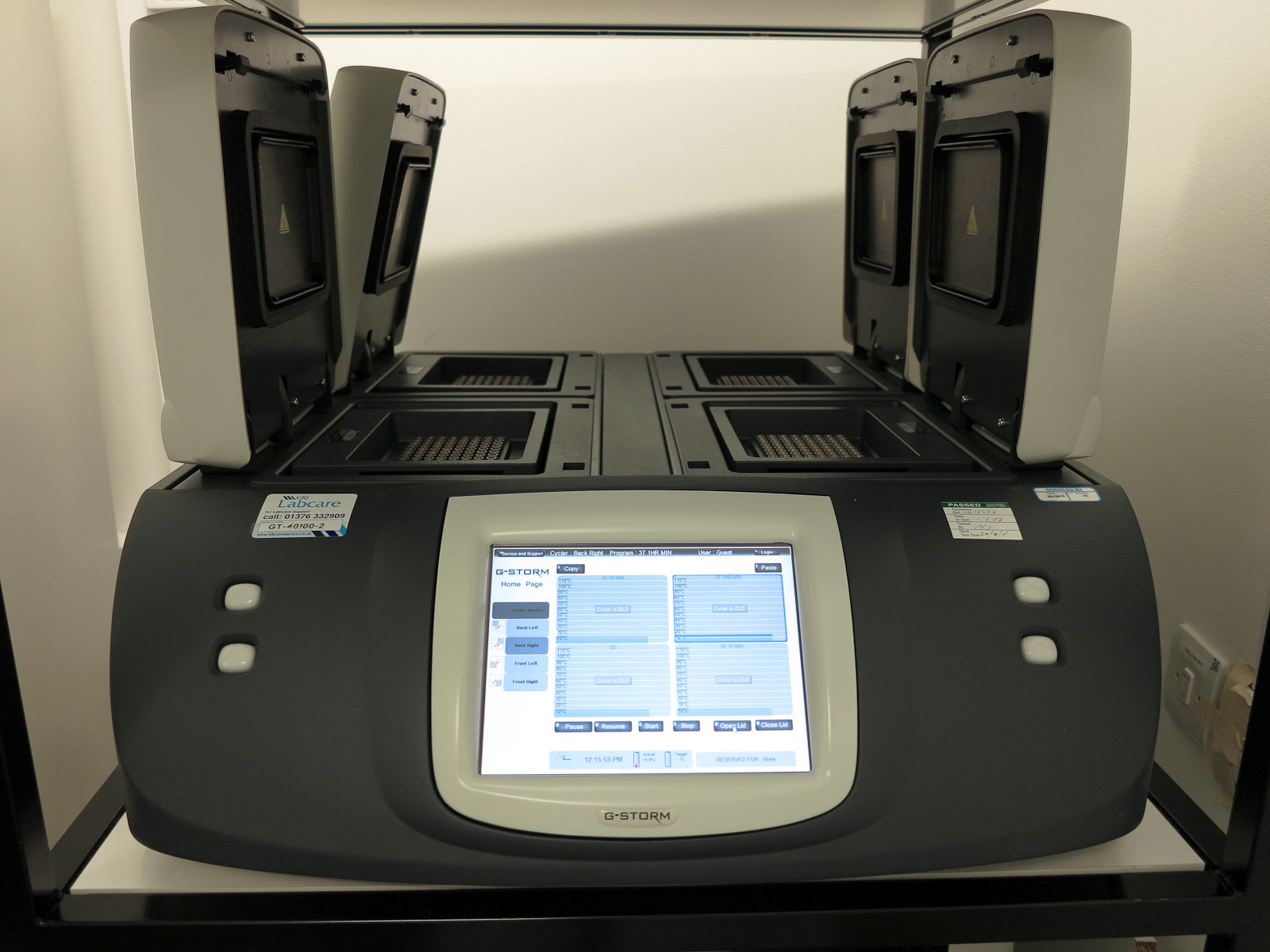
مدور حراري لتفاعل البوليميراز المتسلسل

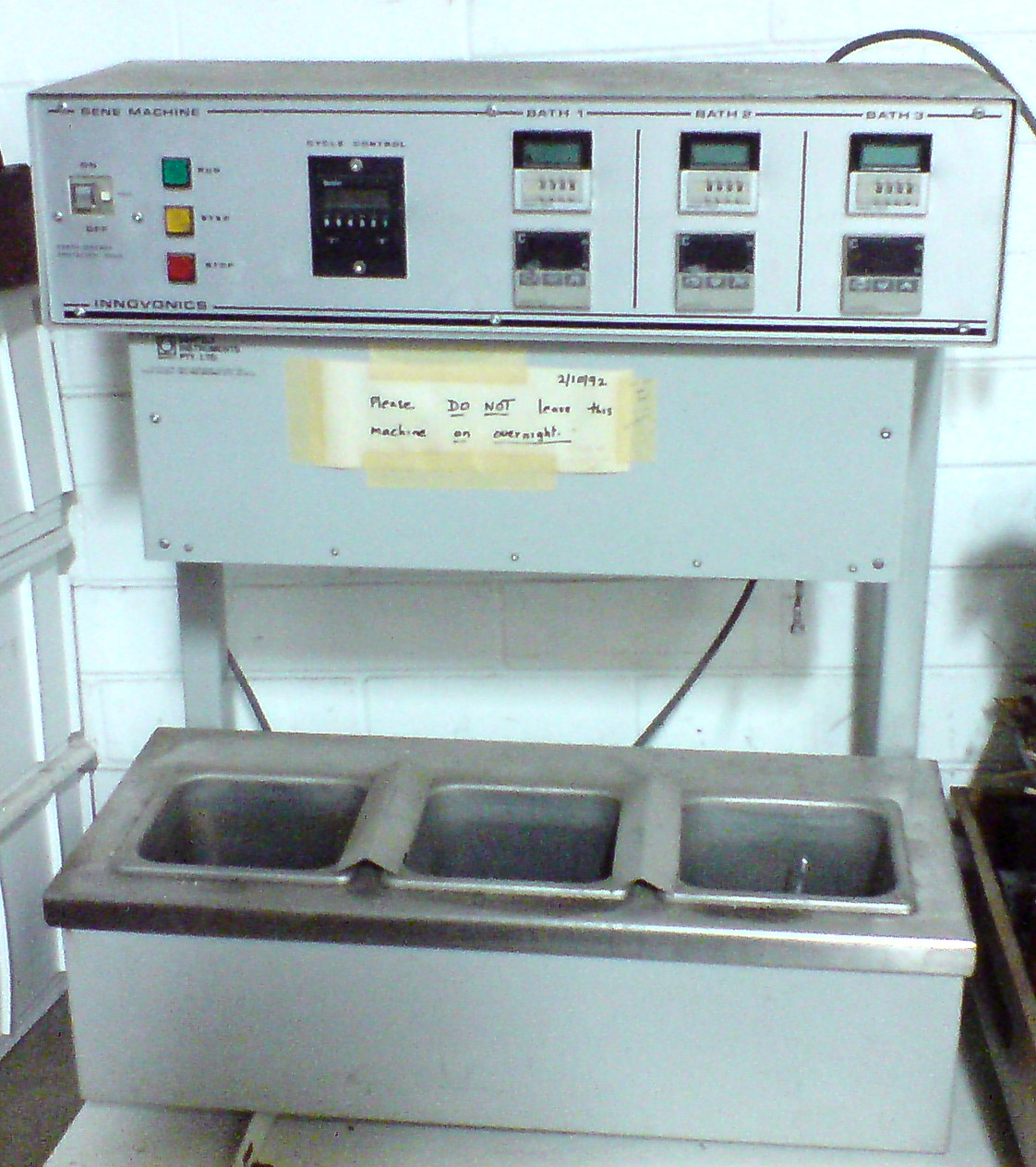
مدور حراري أقدم لتفاعل البوليميراز المتسلسل يستخدم ثلاث درجات حرارة

يُضخم تفاعل البوليميراز المتسلسل مناطق محددة من شريط الدنا (الدنا الهدف). تضخم معظم طرائق تفاعل البوليميراز المتسلسل شظايا الدنا التي يتراوح طولها بين 0.1 و10 كيلو زوج قاعدي (kbp)، رغم أن بعض التقنيات تسمح بتضخيم للشظايا يصل إلى 40. تُحدد كمية الناتج المُضخم بواسطة الركائز المتاحة في التفاعل، التي تصبح محدودة مع تقدم التفاعل.
يتطلب إعداد تفاعل البوليميراز المتسلسل العديد من العناصر والكواشف، بما فيها:
- قالب دنا يحتوي على الدنا المُستهدف المراد تضخيمه
- بوليميراز الدنا، وهو إنزيم يبلمر شرائط الدنا الجديدة؛ يشيع استخدام بوليميراز المستحرة المائية المقاوم للحرارة أيضًا،[10] لأنه يبقى سليمًا في الغالب خلال عملية تمسخ الدنا عالية الحرارة.
- اثنان من مشرعات الدنا التي تُعتبر نيكليوتيدات مكملة للنهاية 3' (ثلاثة مشرعات) لكل من المناطق الحساسة وغير الحساسة للدنا الهدف (يمكن لبوليميراز الدنا فقط أن يرتبط بمنطقة ثنائية الشريط من الدنا ويتطاول منها، ودون المشرعات لن تكون هناك منطقة ثنائية الشريط من الدنا ليرتبط بها البوليميراز)؛[11] تُختار المشرعات المحددة المكملة للمنطقة الهدف من الدنا مسبقًا، وغالبًا ما تُصنع بشكل مخصص في المختبر أو تُشترى من موردي المواد الكيميائية الحيوية التجاريين.
- نيوكليوسيدات منقوصة الأكسجين ثلاثية الفوسفات، أو dNTPs (تُسمى أحيانًا «نيوكليوتيدات منقوصة الأكسجين ثلاثية الفوسفات»؛ هي نيوكليوتيدات تحتوي على مجموعة ثلاثي الفوسفات)، وهي الدعائم الأساسية التي يصنع منها بوليميراز الدنا شريطَ دنا جديدًا.
- محلول منظم يوفر بيئة كيميائية مناسبة لتحقيق النشاط والثبوتية الأمثلَين لبوليميراز الدنا.
- كاتيونات ثنائية التكافؤ، عادةً ما تكون أيونات المغنسيوم (Mg2+) أو المنغنيز (Mn2+)؛ المغنسيوم ثنائي التكافؤ هو الأكثر شيوعًا، ولكن يُستخدم المنغنيز في تطفر الدنا المتواسط بتفاعل البوليميراز المتسلسل، إذ إن تركيز المنغنيز الزائد يرفع معدل الخطأ في أثناء تصنيع الدنا.[12] بالإضافة إلى الكاتيونات أحادية التكافؤ مثل أيونات البوتاسيوم (K).

يُجرى التفاعل عادةً بحجم 10-200 ميكرولتر في أنابيب تفاعل صغيرة (0.2-0.5 مليلتر) في جهاز تدوير حراري. يسخّن جهاز التدوير الحراري أنابيب التفاعل ويبردها لتحقيق درجات الحرارة المطلوبة في كل خطوة من خطوات التفاعل (انظر أدناه). تستخدم العديد من أجهزة التدوير الحرارية الحديثة التبريد الكهروحراري الذي يتيح تسخين الكتلة الحاملة لأنابيب تفاعل البوليمراز المتسلسل وتبريدها ببساطة من خلال عكس التيار الكهربائي. تسمح أنابيب التفاعل ذات الجدران الرقيقة بالتوصيل الحراري المناسب للسماح بالموازنة الحرارية السريعة. تحتوي معظم أجهزة التدوير الحرارية على أغطية ساخنة لمنع التكثف في الجزء العلوي من أنبوب التفاعل. تتطلب أجهزة التدوير الحرارية القديمة التي تفتقر إلى غطاء ساخن طبقةً من الزيت فوق خليط التفاعل أو كرة من الشمع داخل الأنبوب.

### الإجراء
يتكون تفاعل البوليميراز المتسلسل عادةً من 20-40 تغير متكرر في درجة الحرارة، وتُسمى هذه التغيرات الدورات الحرارية، وتتكون كل دورة عادةً من قياسين أو ثلاثة قياسات منفصلة لدرجات الحرارة (انظر الشكل أدناه). غالبًا ما يسبق الدورة خطوة درجة حرارة واحدة عند درجة حرارة عالية جدًا (> 90 درجة مئوية (194 درجة فهرنهايت)) ويتبعها انتظار واحد في النهاية لتمديد المنتج النهائي أو التخزين القصير. تعتمد درجات الحرارة المستخدمة وطول مدة تطبيقها في كل دورة على مجموعة متنوعة من الثوابت، بما في ذلك الإنزيم المستخدم في تخليق الدنا، وتركيز الأيونات ثنائية التكافؤ وdNTPs في التفاعل، ودرجة حرارة انصهار (Tm) المشرعات. الخطوات الشائعة لمعظم طرق تفاعل البوليميراز المتسلسل هي على النحو الآتي:
- التهيئة: هذه الخطوة مطلوبة فقط لبوليميرازات الدنا التي تتطلب التنشيط الحراري عن طريق تفاعل البوليميراز المتسلسل البادئ الساخن.[14] وتتكون من تسخين حجرة التفاعل إلى درجة حرارة 94-96 درجة مئوية (201-205 درجة فهرنهايت)، أو 98 درجة مئوية (208 درجة فهرنهايت) إن استُخدمت مشرعات عالية الحرارة، والتي يُحتفظ بها بعد ذلك لمدة 1-10 دقائق.
- الإفساد: هذه الخطوة هي أول حدث تدوير منتظم، وتتكون من تسخين حجرة التفاعل إلى 94-98 درجة مئوية (201-208 درجة فهرنهايت) لمدة 20-30 ثانية. يؤدي هذا إلى ذوبان قالب الدنا ثنائي الشريط، أو إفساده، عن طريق كسر روابط الهيدروجين بين الأسس المكملة، ما يُنتج جزيئَي دنا أحادي الشريط.
- التصلب: في الخطوة التالية، تنخفض درجة حرارة التفاعل إلى 50–65 درجة مئوية (122-149 درجة فهرنهايت) لمدة 20-40 ثانية، ما يسمح بتصليب المشرعات لكل من قوالب الدنا أحادي الشريط. يتضمن خليط التفاعل عادةً اثنين من المشرعات: واحد لكل من المكملات أحادية الشريط التي تحتوي على المنطقة الهدف. المشرعات هي تسلسلات أحادية الشريط بحد ذاتها ولكنها أقصر بكثير من المنطقة الهدف، تكمل بذلك تسلسلات قصيرة جدًا في النهاية 3' لكل شريط.

من الضروري تحديد درجة حرارة ملائمة لمرحلة التصليب لأن الكفاءة والخصوصية تتأثران بشدة بدرجة حرارة التصليب. يجب أن تكون درجة الحرارة هذه منخفضة بما يكفي لتسمح بتهجين المشرع إلى الشريط، وعالية بما يكفي ليكون هذا التهجين محددًا، أي يجب أن يرتبط المشرع بجزء محدد مكمل من الشريط لا في أي مكان آخر. إن لم تكن درجة الحرارة كافية، فإن المشرع سيرتبط بصورة شاذة. وإن كانت مرتفعة جدًا، فقد لا يرتبط المشرع أساسًا. درجة الحرارة المثلى للتصليب هي 3-5 درجة مئوية وهي أقل من درجة حرارة المشرعات المستخدمة. لا تتكوّن روابط الهيدروجين المستقرة بين الأسس المكملة إلا عندما يكون تسلسل المشرعات متطابقًا مع تسلسل القالب. خلال هذه الخطوة، يرتبط البوليميراز بقالب المشرع الهجين ويبدأ تشكيل الدنا.
- التمديد/الإطالة: تعتمد درجة الحرارة في هذه الخطوة على بوليميراز الدنا المستخدم؛ درجة حرارة النشاط المثلى لبوليميراز الدنا المستقر حراريًا لبوليميراز المستحرة المائية هي 75-80 درجة مئوية (167-176 درجة فهرنهايت) تقريبًا،[15][16] مع أن درجة الحرارة التي يشيع استخدامها مع هذا الإنزيم هي 72 درجة مئوية (162 درجة فهرنهايت). في هذه الخطوة، يصنّع بوليميراز الدنا شريط دنا جديدًا مكملًا لقالب شريط الدنا عن طريق إضافة dNTPs حرة من خليط التفاعل المكمّل للقالب في الاتجاه من 5' إلى 3'، ما يكثف مجموعة 5'-فوسفات من dNTPs مع مجموعة 3'-هيدروكسيل الدنا الناتج (الممدد). يعتمد الوقت الدقيق المطلوب للتمديد على بوليميراز الدنا المستخدم وعلى طول منطقة الدنا الهدف المراد تضخيمها. كقاعدة عامة، عند درجة الحرارة المثلى، فإن معظم بوليميراز الدنا يبلمر ألف أساس نيوكليوتيدي في الدقيقة. في ظل الظروف المثلى (على سبيل المثال، إذا لم تكن هناك قيود متعلقة بنقص الركائز أو الكواشف)، يتضاعف عدد تسلسلات الدنا المستهدف في كل خطوة من التمديد/الإطالة. مع كل دورة ناجحة، تصبح أشرطة القالب الأصلية بالإضافة إلى جميع الأشرطة المنتجة حديثًا أشرطة قالب للدورة التالية من التمديد، ما يؤدي إلى تضخيم أسي (هندسي) لمنطقة الدنا المستهدف المحددة.
- تشكل عمليات الإفساد والتمديد والتصليب دورة واحدة. تحصل الدورات المتعددة عندما يستوجب تضخيم منطقة الدنا المستهدف إلى ملايين النسخ. الصيغة المستخدمة لحساب عدد نسخ الحمض النووي المتشكلة بعد عدد معين من الدورات هي 2n، حيث n هو عدد الدورات. ومن ثم فإن التفاعل الذي يحصل على 30 دورة ينتج عنه 230، أو 1073741824، نسخة من منطقة الدنا ثنائي الشريط المستهدف.
- الاستطالة النهائية: هذه الخطوة اختيارية، ولكنها تُنفذ عند درجة حرارة 70-74 درجة مئوية (158-165 درجة فهرنهايت) (نطاق درجة الحرارة المطلوب للنشاط الأمثل لمعظم البوليمرات المستخدمة في تفاعل البوليميراز المتسلسل) لمدة 5-15 دقيقة بعد دورة تفاعل البوليميراز المتسلسل الأخيرة للتحقق من أن أي دنا أحادي الشريط متبقٍّ قد مُدد بالكامل.
- الانتظار الأخير: يتم من خلال الخطوة الأخيرة تبريد حجرة التفاعل إلى 4-15 درجة مئوية (39-59 درجة فهرنهايت) لفترة غير محددة، ويمكن استخدامها للتخزين قصير المدى لنواتج تفاعل البوليميراز المتسلسل.

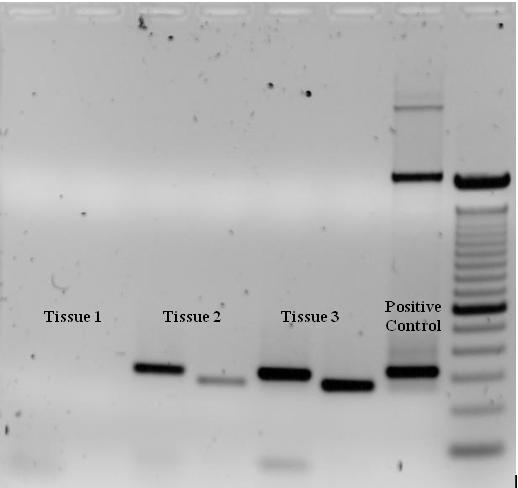
مُنتجات تفاعل البوليمراز المتسلسل مصبوغةً ببروميد الإثيديوم، بعد فصل كهربائي هلامي. استُخدمت مجموعتان من المُشرعات لتضخيم التسلسل الهدف من ثلاث عيناتٍ نسيجية مختلفة. لا يوجد تضخيم في العينة رقم 1، تُشير أشرطة الدنا في العينة رقم 2 ورقم 3 إلى تضخيمٍ ناجحٍ للتسلسل المستهدف. يُظهر الهلام أيضًا تحكمًا إيجابيًا وسُلمًا يحتوي على أجزاء من الدنا ذات طولٍ محدد لتحديد حجم النطاقات في تفاعلات البوليمراز المتسلسل التجريبية.

للتحقق مما إذا كان تفاعل البوليميراز المتسلسل قد نجح في إنشاء المنطقة المستهدفة المتوقعة من الدنا (التي يُشار إليها أحيانًا باسم المنطقة المُضخمة أو أمبليكون)، يمكن استخدامالرحلان الكهربائي باستخدام جيل الأغاروز لفصل نواتج تفاعل البوليميراز المتسلسل بناءً على حجمها. يُحدد حجم منتجات تفاعل البوليميراز المتسلسل من خلال المقارنة على دنا مدرج، مؤشر الوزن الجزيئي الذي يحتوي على شظايا دنا معروفة الحجم تُقاس على جيل الأغاروز إلى جانب نواتج تفاعل البوليميراز المتسلسل.

### المراحل
كما هو الحال في التفاعلات الكيميائية الأخرى، يتأثر معدل تفاعل البوليميراز المتسلسل وكفاءته بعوامل محددة. بناء على ذلك، يمكن تقسيم عملية تفاعل البوليميراز المتسلسل بالكامل إلى ثلاث مراحل وذلك تبعًا تقدم التفاعل:
- التضخيم الأسي: تتضاعف كمية الناتج في كل دورة (على فرض أن كفاءة التفاعل 100%). بعد 30 دورة، يمكن مضاعفة النسخة الواحدة من الدنا حتى مليار نسخة. بمعنى ما، يجري التلاعب في تكرار شريط منفصل من الدنا في ظروف مخبرية خاضعة للسيطرة.[17] الفاعل حساس للغاية، إذ يجب وجود كميات دقيقة جدًا من الدنا فقط.
- مرحلة الثبات: يتباطأ التفاعل مع تراجع نشاط البوليميراز واستهلاك الكواشف، مثل dNTPs والمشرعات، ما يجعلهما أكثر محدودية.
- الهضبة: لا يتراكم المزيد من النواتج بسبب استنفاد الكواشف والإنزيم.

## تحقيق مثالية التفاعل
من الناحية العملية، قد يفشل تفاعل البوليميراز المتسلسل لأسباب مختلفة، ويرجع ذلك جزئيًا إلى حساسيته للتلوث الذي يؤدي إلى تضخيم نواتج زائفة من الدنا. ونتيجةً لهذا، طُورت العديد من التقنيات والإجراءات لتحقيق الأمثلية في ظروف تفاعل البوليميراز المتسلسل. يجري التعامل مع التلوث بالدنا الدخيل من خلال بروتوكولات مخبرية وإجراءات تفصل مزيج تفاعل البوليميراز المتسلسل قبل إتمام التفاعل وقبل تلوثه بأي دنا دخيل. يتضمن هذا عادةً الفصل المكاني لمناطق إعداد تفاعل البوليميراز المتسلسل عن مناطق تصفية نواتج التفاعل أو تحليلها، واستخدام المواد البلاستيكية التي يمكن التخلص منها لاحقًا، وتنظيف سطح العمل بالكامل بين التفاعلين. يمكن استعمال الدوارئ (المحاليل المنظمة) البديلة أو إنزيمات البوليميراز في تضخيم مناطق طويلة أو خلاف ذلك من الدنا. قد تؤدي إضافة الكواشف، مثل الفورماميد، في أنظمة الدوارئ إلى زيادة نوعية تفاعل البوليميراز المتسلسل وإنتاجه. يمكن إجراء المحاكاة الحاسوبية لنتائج تفاعل البوليميراز المتسلسل النظرية للمساعدة في تصميم المشرعات.

## التطبيقات

### عزل الدنا الانتقائي
يسمح تفاعل البوليميراز المتسلسل بعزل الدنا من العوامل الوراثية للدنا من خلال التضخيم الانتقائي لمناطق محددة من الدنا. يمكن تعزيز هذا الاستخدام لتفاعل البوليميراز المتسلسل من خلال عدة طرق، مثل تصنيع مسابر التهجين لتهجين لطخة ساوثرن أو نورثرن وتنسيل الدنا الجزيئي، الذي يتطلب كميات أكبر من الدنا، ويمثّل منطقة محددة من الدنا. يزود تفاعل البوليميراز المتسلسل هذه التقنية بكميات كبيرة من الدنا النقي، ما يسمح بتحليل عينات الدنا حتى من كميات صغيرة من المواد الأولية.
تشمل التطبيقات الأخرى لتفاعل البوليمراز المتسلسل تسلسلَ الدنا لتحديد تسلسل مُضخم غير معروف من البوليميراز المتسلسل، ويمكن استخدام أحد مشرعات التضخيم في تسلسل سانغر، وعزل تسلسل دنا لتسريع تقنيات الدنا المأشوب التي تنطوي على إدخال تسلسل دنا في البلازميد، أو العاثية، أو الكوزميد (حسب الحجم)، أو المادة الوراثية لكائن آخر. يمكن فحص المستعمرات البكتيرية (مثل الإشريكية القولونية) بسرعة عن طريق تفاعل البوليميراز المتسلسل لبناء ناقلات دنا بشكل صحيح. يمكن استخدام تفاعل البوليميراز المتسلسل للبصمات الوراثية، وهي تقنية مستخدمة في الطب الشرعي لتحديد هوية الشخص أو الكائن الحي من خلال مقارنة الدنا التجريبي بناءً على أساليب تفاعل البوليميراز المتسلسل المختلفة.
تتمتع بعض طرق «بصمات الأصابع» في تفاعل البوليميراز المتسلسل بقوة تمييزية عالية، ويمكن استخدامها لتحديد العلاقات الجينية بين الأفراد، مثل الوالدين والطفل أو بين الأشقاء، وتُستخدم في اختبار الأبوة. يمكن استخدام هذه التقنية أيضًا لتحديد العلاقات التطورية بين الكائنات الحية عند استخدام ساعات جزيئية معينة (على سبيل المثال، S16 rRNA وجينات recA للكائنات الحية الدقيقة).

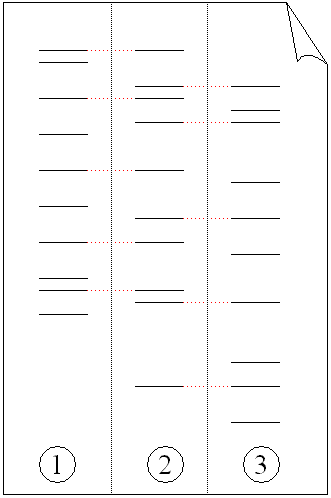
رحلانٌ كهربائي لأجزاءٍ من الدنا المُضخم عبر تفاعل البوليمراز المتسلسل (1) الأب. (2) الطفل. (3) الأم. لقد ورث الطفل بعض بصمات أصابع كل من والديه، وليس كلها، مما منحه بصمةً جديدة وفريدة من نوعها.

### تضخيم الدنا وقياسه الكمي
نظرًا إلى أن تفاعل البوليميراز المتسلسل يضخم مناطق الدنا التي يستهدفها، فيمكن استخدامه لتحليل كميات صغيرة للغاية من العينة. هذا أمر بالغ الأهمية في كثير من الأحيان في تحاليل الطب الشرعي، عندما تتوفر فقط كمية ضئيلة من الدنا بصفتها دليلًا. يمكن استخدام تفاعل البوليميراز المتسلسل في تحليل الدنا القديم الذي يبلغ عمره عشرات الآلاف من السنين أيضًا. استُخدمت هذه التقنيات المستندة إلى تفاعل البوليميراز المتسلسل بنجاح على الحيوانات، مثل الماموث البالغ من العمر أربعين ألف عام، وأيضًا على الدنا البشري، في تطبيقات تتراوح من تحليل المومياوات المصرية إلى تحديد القيصر الروسي وجسم الملك الإنجليزي ريتشارد الثالث.
تسمح طرق تفاعل البوليميراز المتسلسل الكمي أو تفاعل البوليميراز المتسلسل بالزمن الحقيقي (qPCR، يجب عدم الخلط بينه وبين RT-PCR) بتقدير كمية تسلسل معين موجود في عينة؛ وهي تقنية غالبًا ما تُستخدم لتحديد مستويات التعبير الجيني كميًا. يُعد تفاعل البوليميراز المتسلسل الكمي أداة أساسية في قياس كمية الدنا التي تقيس تراكم نواتج تضخيم الدنا بعد كل دورة من تضخيم تفاعل البوليميراز المتسلسل.
يسمح تفاعل البوليميراز المتسلسل الكمي بالتحديد الكمي لكشف تسلسل دنا معين وكشفه في الوقت الحقيقي لأنه يقيس التركيز في أثناء عملية التصنيع. هناك طريقتان للكشف المتزامن والقياس الكمي. تتكون الطريقة الأولى من استخدام الأصباغ الفلورية التي يُحتفظ بها بشكل غير محدد بين الأشرطة المزدوجة. تشتمل الطريقة الثانية على مجسات تُشفر تسلسلات محددة وتَسِمها بالفلور. لا يمكن رؤية الكشف عن الحمض النووي باستخدام هذه الطرق إلا بعد تهجين المسابير باستخدام الدنا المكمل.

### التطبيقات الطبية والتشخيصية
يمكن فحص الآباء المحتملين لتحري ما إذا كانوا حاملين لمرض ما أو يمكن فحص أبنائهم لتحديد ما إذا كانوا مصابين بالتليف الكيسي. يمكن تحصيل عينات من الدنا لفحصها قبل الولادة عن طريق بزل السائل السلوي، وأخذ عينات من الزغابات المشيمية، أو حتى عن طريق تحليل خلايا الجنين النادرة المنتشرة في الجريان الدموي الأموي. تحليل البوليميراز المتسلسل ضروري أيضًا للتشخيص الوراثي السابق للانغراس، إذ تُفحص خلايا الجنين النامي لتحري وجود طفرات.
- يمكن استخدام تفاعل البوليميراز المتسلسل كجزء من اختبار حساس لتحري التوافق النسيجي، وهو أمر ضروري في عملية زراعة الأعضاء. اعتبارًا من عام 2008، هناك اقتراح للاستعاضة عن الاختبارات القائمة على الأجسام المضادة التقليدية لفصيلة الدم باختبارات قائمة على تفاعل البوليميراز المتسلسل.[27]
- تتضمن العديد من أشكال السرطان تعديلات على الجينات السرطانية. باستخدام الاختبارات المستندة إلى تفاعل البوليميراز المتسلسل لدراسة هذه الطفرات، يمكن في بعض الأحيان تخصيص خطط علاجية فردية للمرضى. يسمح تفاعل البوليميراز المتسلسل بالتشخيص المبكر للأمراض الخبيثة مثل ابيضاض الدم والأورام اللمفاوية، التي تعد حاليًا الأكثر تطورًا في أبحاث السرطان وتُستخدم روتينيًا بالفعل. يمكن إجراء فحوصات تفاعل البوليميراز المتسلسل مباشرةً على عينات من العوامل الوراثية للدنا للكشف عن الخلايا الخبيثة الخاصة بالإزفاء بحساسية تصل إلى عشرة آلاف ضعف حساسية الطرق الأخرى.[28] تفاعل البوليميراز المتسلسل مفيد للغاية في المجال الطبي لأنه يسمح بعزل كابحات الورم وتضخيمها. يمكن استخدام تفاعل البوليميراز المتسلسل الكمي مثلًا في تحديد كمية الخلايا المفردة وتحليلها، بالإضافة إلى التعرف على تركيبات الدنا والرنا والبروتين وتأكيداتها.[26]

### التطبيقات في مجال الأمراض المعدية
يسمح تفاعل البوليميراز المتسلسل بالتشخيص السريع والدقيق جدًا للأمراض المعدية، بما في ذلك الأمراض التي تسببها البكتيريا أو الفيروسات. يسمح أيضًا بتحديد الكائنات الحية الدقيقة غير القابلة للزراعة أو بطيئة النمو مثل المتفطرات أو البكتيريا اللاهوائية أو الفيروسات من فحوصات زراعة الأنسجة والنماذج الحيوانية. أساس تطبيقات تفاعل البوليميراز المتسلسل التشخيصي في علم الأحياء الدقيقة هو الكشف عن العوامل المعدية وتمييز السلالات غير الممرضة عن السلالات الممرضة من خلال جينات محددة.
أحدث تفاعل البوليميراز المتسلسل ثورة في عملية كشف الكائنات الحية المعدية وتمييزها بالطرق الآتية:
- يُعد فيروس نقص المناعة البشرية هدفًا يصعب إيجاده والقضاء عليه. اعتمدت الاختبارات المبكرة للعدوى على وجود أجسام مضادة للفيروس المنتشر في الجريان الدموي. ومع ذلك، لا تظهر الأجسام المضادة حتى أسابيع عديدة بعد الإصابة، والأجسام المضادة للأمهات تُقنّع إصابة الوليد، ولا تؤثر العوامل العلاجية لمحاربة العدوى على الأجسام المضادة. طُورت فحوصات تفاعل البوليميراز المتسلسل التي يمكنها اكتشاف ما لا يقل عن جينوم فيروسي واحد بين الحمض النووي لأكثر من 50,000 خلية مضيفة.[31] يمكن الكشف عن العدوى باكرًا، ويمكن فحص وجود الفيروس في الدم المتبرع به، ويمكن فحص المولودين حديثًا مباشرةً، ويمكن قياس الآثار للعلاجية للأدوية المضادة لفيروسات.
- يصعب أخذ عينات من بعض العضويات الممرضة، مثل المتفطرة السلية، وتكون بطيئة النمو على أوساط الزرع. أتاحت الاختبارات القائمة على تفاعل البوليميراز المتسلسل المجال للكشف عن أعداد صغيرة من الكائنات الممرضة (سواء الحية أو الميتة)، في عينات مناسبة. يمكن أيضًا استخدام التحليل الجيني المفصل للكشف عن مقاومة المضادات الحيوية، ما يسمح بالعلاج الفوري والفعال. يمكن أيضًا تقييم آثار العلاج فوريًا.
- يمكن مراقبة انتشار كائنات حية ممرضة بين جمهرة من الحيوانات المنزلية أو البرية من خلال الاختبارات القائمة على تفاعل البوليميراز المتسلسل. في كثير من الحالات، يمكن الكشف عن ظهور أنواع فرعية جديدة خبيثة ومراقبتها. يمكن أيضًا تحديد الأنواع الفرعية للكائن المسؤول عن الأوبئة السابقة من خلال تحليل تفاعل البوليميراز المتسلسل.
- يمكن تحري الدنا الفيروسي من خلال تفاعل البوليميراز المتسلسل. يجب أن تكون المشرعات المستخدمة خاصة بتسلسل الدنا الفيروسي المستهدف ويمكن استخدام تفاعل البوليميراز المتسلسل في التحليل التشخيصي أو تسلسل الدنا للجينوم الفيروسي. تسمح الحساسية العالية لتفاعل البوليميراز المتسلسل بالكشف عن الفيروس بعد فترة وجيزة من الإصابة وحتى قبل ظهور المرض. قد يمنح هذا الكشف المبكر الأطباء مهلة زمنية كبيرة في العلاج.[29] يمكن أيضًا قياس كمية الفيروس (الحمل الفيروسي) لدى المريض من خلال تقنيات قياس كمية الدنا القائمة على تفاعل البوليميراز المتسلسل.
- هناك أمراض مثل الشاهوق (السعال الديكي) تسببها بكتيريا البورتيديلا الشاهوقية. تتميز هذه البكتيريا بإحداثها خمجًا تنفسيًا حادًا خطيرًا يصيب العديد من الحيوانات والبشر ويؤدي إلى وفاة العديد من الأطفال الصغار. ذيفان الشاهوق هو ذيفان خارجي بروتيني يربط مستقبلات الخلايا بعاملين ويتفاعل مع أنواع مختلفة من الخلايا مثل الخلايا اللمفاوية التائية التي تلعب دورًا في المناعة الخلوية.[32] تفاعل البوليميراز المتسلسل هو وسيلة تشخيصية هامة يمكنها كشف التسلسلات ضمن جين ذيفان الشاهوق، لأن حساسية تفاعل البوليميراز المتسلسل للذيفانات عالية، ولأنه يظهر النتائج في وقت سريع، لذلك فهو فعال جدًا في تشخيص السعال الديكي مقارنةً بالزرع.[33]

### تطبيقات الطب الشرعي
شهد تطوير بروتوكولات بصمات الأصابع الجينية (أو الدنا) المعتمدة على تفاعل البوليميراز المتسلسل تطبيقًا واسعًا في علم الأدلة الجنائية:
- يمكن أن تميز البصمة الوراثية بشكل فريد أي شخص في العالم، وذلك في أكثر أشكالها تميزًا. يمكن عزل عينات دقيقة من الدنا من مسرح الجريمة، ومقارنتها مع دنا المشتبه بهم، أو مع قاعدة بيانات الدنا للأدلة السابقة أو المدانين. غالبًا ما تُستخدم النسخ الأبسط من هذه الاختبارات لاستبعاد المشتبه بهم بسرعة في أثناء التحقيق الجنائي. يمكن فحص الأدلة المستمدة من الجرائم التي استمرت لعقود، وتأكيد الأشخاص المدانين أصلًا أو تبرئتهم.
- كانت مطابقة الدنا في الطب الشرعي وسيلة فعالة في تحديد المشتبه بهم الجنائيين أو تبرئتهم بسبب تحليل الأدلة المكتشفة في مسرح الجريمة. يحتوي الجينوم البشري على العديد من المناطق المتكررة التي يمكن العثور عليها في تسلسل الجينات أو في المناطق غير المشفرة من الجينوم. على وجه التحديد، إن ما يصل إلى 40% من الحمض النووي البشري متكرر.[6] هناك فئتان مميزتان لهذه المناطق المتكررة غير المشفرة في الجينوم. تُسمى الفئة الأولى التكرارات المترادفة ذات الرقم المتغير (VNTR)، التي يبلغ طولها من 10 إلى 100 زوج قاعدي، وتُسمى الفئة الثانية التكرارات المترادفة القصيرة (STR) وتتكون من 2-10 أزواج قاعدية مكررة. يُستخدم تفاعل البوليميراز المتسلسل لتضخيم العديد من VNTRs وSTRs المعروفة باستخدام المشرعات التي تحيط بكل منطقة من المناطق المتكررة. تشير أحجام الشظايا التي استخلصت من أي فرد إلى كل من التكرارات المترادفة القصيرة إلى الألائل الموجودة. من خلال تحليل العديد من التكرارات المترادفة القصيرة، سيتم العثور على مجموعة من الأليلات لكل شخص والتي من المحتمل أن تكون فريدة إحصائيًا.[6] حدد الباحثون التسلسل الكامل للجينوم البشري. يمكن الوصول إلى هذا التسلسل بسهولة من خلال موقع NCBI، وهو يُستخدم في العديد من التطبيقات على أرض الواقع. على سبيل المثال، جمّع مكتب التحقيقات الفدرالي مجموعة من مواقع الدنا الواسم المستخدمة في تحديد الهوية، وتُسمى هذه قاعدة بيانات الدنا لنظام فهرسة الدنا المجموعي. يمكّن استخدام التحليل الإحصائي لقاعدة البيانات هذه من تحديد احتمال تطابق عينة من الدنا. يُعد تفاعل البوليميراز المتسلسل أداة تحليلية قوية ومهمة جدًا لاستخدامها في توافق الدنا في الطب الشرعي لأن الباحثين يحتاجون في هذه الحالة إلى عينة صغيرة جدًا من الدنا لاستخدامها في التحليل. على سبيل المثال، تحتوي شعرة بشرية واحدة مع البصلة المرتبطة بها على دنا كافٍ لإجراء التحليل. وبالمثل، فإن القليل من الحيوانات المنوية وعينات الجلد من تحت الأظافر أو كمية صغيرة من الدم قد توفر ما يكفي من الدنا للتحليل القاطع.[6]
- قد تساعد الأشكال الأقل تميزًا من بصمة الدنا في تحليل الأبوة المعتمد على الدنا، إذ يُطابَق الفرد مع أقربائه من الدرجات الأولى والثانية. يمكن تحليل الدنا من بقايا بشرية مجهولة الهوية ومقارنتها بالآباء أو الأشقاء أو الأطفال المحتملين. يمكن استخدام اختبار مماثل لتأكيد الوالدين البيولوجيين لطفل متبنى (أو مختطف). يمكن أيضًا تأكيد الأب البيولوجي الفعلي لحديثي الولادة (أو استبعاده).[6]
- ثبت أن تصميم AMGX/AMGY لتفاعل البوليميراز المتسلسل لا يُسهل تضخيم تسلسلات الدنا من كمية ضئيلة من الجينوم وحسب، بل يمكن استخدامه أيضًا لتحديد الجنس في الوقت الفعلي من عينات العظام في الطب الشرعي. وهذا لا يوفر لنا طريقة قوية وفعالة لتحديد جنس العينات القديمة فحسب، بل أيضًا لتحديد المشتبه بهم الحاليين في الجرائم.[34]

### التطبيقات في الأبحاث
طُبّق تفاعل البوليمراز المتسلسل على العديد من المجالات البحثية في علم الوراثة الجزيئية:
- يسمح تفاعل البوليمراز المتسلسل بالإنتاج السريع لقطع صغيرة من الدنا، حتى عندما لا يُعرف أكثر من تسلسل بادئتين. تعزز مقدرة هذا التفاعل العديد من الطرق، مثل توليد مسبارات تهجين للطختي نورثرن وساوثرن. يزوّد تفاعل البوليمراز المتسلسل هذه التقنيات بكميات كبيرة من الدنا النقي، والتي تكون أحيانًا شريطًا مفردًا، ما يتيح التحليل حتى لكميات صغيرة جدًا من مادة البدء.
- يساعد تفاعل البوليمراز التسلسلي أيضًا وظيفة تسلسل الدنا. يمكن أن ينتِج بسهولة الأجزاء المعروفة من دنا مريض يعاني من طفرة مرضية وراثية. يمكن للتعديلات على تقنية التضخيم أن تستخرج قطعًا من جينوم غير معروف بالكامل، أو يمكنها إنتاج شريط واحد فقط من المنطقة المرغوب نسخها.
- يحتوي تفاعل البوليمراز المتسلسل على العديد من التطبيقات مقارنة بعملية تنسيل الدنا التقليدية. يمكنه استخراج قطعًا لإدخالها في ناقل من جينوم أكبر، التي يمكن أن تكون متاحة فقط بكميات صغيرة. باستخدام مجموعة واحدة من «بادئات الناقل»، يمكنه أيضًا تحليل أو استخراج أجزاء مُدخَلة بالفعل في نواقل. يمكن أن تؤدي بعض التعديلات على بروتوكول تفاعل البوليمراز المتسلسل إلى توليد طفرات (عامّة أو موجّهة نحو الموقع) للجزء المُدَرج.
- مواقع واصمات التسلسل عمليةٌ يُستخدَم فيها تفاعل البوليمراز المتسلسل بمثابة مؤشر لوجود قطعة محددة من الجينوم في نسيلة معينة. وجد مشروع الجينوم البشري هذا التطبيق شديد الأهمية لرسم خرائط النسائل الكونية للسلاسل، ولتنسيق النتائج من المختبرات المختلفة.
- أحد تطبيقات تفاعل البوليمراز المتسلسل المثيرة للاهتمام هو التحليل التطوري للسلالات باستخدام دنا المصادر القديمة، مثل الدنا الموجود في عظام النياندرتال المُستخرجة أو في أنسجة الماموث المجمدة أو في أدمغة المومياوات المصرية. إذ ضُخّم وسُلسِل. في بعض الحالات، يمكن أن يُعاد تجميع الدنا المتحلل بشدة من هذه المصادر خلال المراحل الأولى من التضخيم.[17]
- أحد التطبيقات الشائعة لتفاعل البوليمراز المتسلسل دراسة أنماط التعبير الجيني. يمكن تحليل الأنسجة (أو حتى الخلايا الفردية) في مراحل مختلفة لمعرفة الجينات التي أصبحت نشطة، أو التي أُوقِف عملها. يُمكن لهذا التطبيق أيضًا استخدام تفاعل البوليميراز المتسلسل بالزمن الحقيقي لقياس المستويات الفعلية للتعبير الجيني.
- عزّزت قدرة تفاعل البوليمراز المتسلسل في تضخيمه عدة مواقع جينية في وقت واحد للحيوانات المنوية لأشخاص[35] بشكل كبير المهمة التقليدية لرسم الخرائط الجينية من خلال دراسة التعابر الكروموسومي بعد الانقسام المنصف. لُوحظت بشكل مباشر أحداث تعابر كروموسومي نادرة بين مواقع جينية قريبة جدًا خلال تحليل آلاف الحيوانات المنوية للأفراد. وبشكل مشابه، يمكن تحليل عمليات الحذف أو الإدراج أو الانتقالات أو الانقلابات غير المألوفة، كل ذلك دون الحاجة إلى الانتظار (أو الدفع) لعمليات الإخصاب الطويلة والمرهقة والتخلّق المضغي، وغيرها.
- التطفّر نوعيّ الموقع: يمكن استخدام تفاعل البوليمراز المتسلسل لإنشاء جينات طافرة مع وجود لطفرات يختارها العلماء حسب رغبتهم. يمكن اختيار هذه الطفرات من أجل فهم كيفية قيام البروتينات بوظائفها وتغيير وظيفة بروتين أو تحسينها.

## المزايا
لتفاعل البوليميراز المتسلسل العديد من المزايا. من السهل جدًا فهم النتائج واستخدامها وتحقيقها بسرعة. هذه التقنية حساسة للغاية مع إمكانية إنتاج ملايين إلى مليارات النسخ من منتج معين للتسلسل والاستنساخ والتحليل. يشترك qRT-PCR مع تفاعل البوليميراز المتسلسل بنفس المزايا، مع ميزة إضافية هي إمكانية تحديد كمية المنتج المركب. ولذلك، فإن لها استخداماتها في تحليل التغيرات في مستويات التعبير الجيني في الأورام، أو الأحياء الدقيقة، أو الحالات المرضية الأخرى.
تفاعل البوليميراز المتسلسل هو أداة بحثية قوية وعملية للغاية. يمكن التعرف على تسلسل مسببات غير معروفة للعديد من الأمراض من خلاله. قد تساعد التقنية في تحديد تسلسل الفيروسات غير المعروفة سابقًا والمتصلة بالفيروسات المعروفة مسبقًا ما يحقق فهمًا أفضل للمرض بحد ذاته. في حال وجود إمكانية لتبسيط الإجراء أكثر أو تطوير أنظمة تقصٍّ حساسة غير إشعاعية، فإن تفاعل البوليميراز المتسلسل سيحتل مكانة بارزة في المختبرات السريرية في السنوات القادمة.

## القيود
أحد القيود الرئيسية على تفاعل البوليميراز المتسلسل هو أن المعلومات المسبقة عن التسلسل المستهدف ضرورية من أجل توليد المشرعات التي ستسمح بتضخيمه الانتقائي. هذا يعني أنه يجب على مستخدمي تفاعل البوليميراز المتسلسل عادةً معرفة التسلسل الدقيق للمنطقة المستهدفة على كل من القالبين أحاديي الشريط، وذلك لضمان ارتباط بوليميراز الدنا بشكل صحيح على ناتج تهجين القالب المشرع ويولد المنطقة المستهدفة بأكملها لاحقًا خلال تصنيع الدنا.
مثل جميع الإنزيمات، تكون بوليميرازات الدنا عرضة أيضًا للخطأ، الذي بدوره يؤدي إلى حدوث طفرات في أجزاء تفاعل البوليميراز المتسلسل أيضًا.
هناك قيود أخرى على تفاعل البوليميراز المتسلسل وهي أنه حتى أكبر كمية من الحمض النووي الملوث يمكن تضخيمها، ما يؤدي إلى نتائج مضللة أو غامضة. لتقليل فرصة حصول التلوث، يجب على الباحثين حجز غرف منفصلة لإعداد الكاشف، ولتفاعل البوليميراز المتسلسل، ولتحليل المنتج. يجب استخدام الكواشف التي تُستخدم لمرة واحدة والتي يمكن الاستغناء عنها في ما بعد. ويجب استخدام الأنابيب الماصة التي تُستعمل لمرة واحدة والطويلة بشكل روتيني.

## البدائل
- تفاعل البوليميراز المتسلسل لأليل محدد: هو تقنية تشخيصية أو استنساخية معتمدة على تغيرات نيوكليوتيدات مفردة واختصارًا SNV (لا تخلط بينها وبين تعدد أشكال النيوكليوتيدات المفردة) (الفروقات القائمة على نيوكليوتيدات مفردة عند المريض). تتطلب التقنية معرفة سابقة بتتاليات الدنا، بما في ذلك الفروقات بين الأليلات، واستخدام المشرعات حيث تطوق النهايات 3' الـ SNV (تكون عادةً قاعدة الزوج الدارئ حول SNV مندمجة). تضخيم تفاعل البوليميراز المتسلسل تحت ظروف صارمة أقل فعالية في حال عدم التوافق بين المرصاف والمشرع، لذا التضخيم الناجح مع تعدد أشكال النيوكليوتيدات المفردة محددة في المتوالية. لمزيد من المعلومات انظر التنميط الجيني لتعدد أشكال النيوكليوتيدات المفردة.[39]
- تجميع تفاعل البوليميراز المتسلسل أو تجميع حلقي للبوليميراز (PCA): تخليق اصطناعي لسلسلة دنا طويلة من خلال تطبيق تفاعل البوليميراز المتسلسل على تجميعة طويلة قليلة النكليوتيدات مع قطع متراكبة قصيرة. تعاقب قليلة النكليوتيدات بين الاتجاهات الحسية وغير الحسية، ويحدد تراكب القطع ترتيب شدف تفاعل البوليميراز المتسلسل، وبتلك الطريقة الانتقائية نحصل على منتج دنا طويل نهائي.[40]
- تفاعل البوليميراز المتسلسل اللامتناظر: يضخم بطريقة تفضيلي طاق دنا مفرد في مرصاف دنا ذي طاقين. يُستخدم في ترتيب التهجين والتحقق منه حيث يلزم تضخيم واحد فقط من الطاقين المتتامين. يُجرى تفاعل البوليميراز المتسلسل كالمعتاد، ولكن مع زيادة كبيرة في مَشْرَع الطاق المستهدف من أجل التضخيم. وبسبب التضخيم البطيء (الحسابي) لاحقًا خلال التفاعل بعد استنفاد المشرع المحدد، يتطلب الأمر دورات إضافية من تفاعل البوليميراز المتسلسل.[41] يُعرف التعديل الحديث على هذه العملية باسم تفاعل البوليميراز المتسلسل الخطي بعد الأسي (LATE-PCR)، وهو يستخدم المشرع المحدد مع درجة حرارة انصهار (Tm) أعلى من المشرع الفائض للحفاظ على كفاءة التفاعل مع إنقاص تركيز المشرع المحدد منتصف التفاعل.[42]
- تفاعل البوليميراز المتسلسل الحَمَلاني: طريقة متساوية الحرارة غفلة لإنجاز تفاعل البوليميراز المتسلسل. بدلًا من التسخين والتبريد المتكرر لمزيج تفاعل البوليميراز المتسلسل،[43] يخضع المحلول إلى مدروج حراري. يؤدي التدفق الحَمَلي الناتج عن عدم الاستقرار الحراري إلى خلط كاشفات تفاعل البوليميراز المتسلسل من المناطق الساخنة والباردة عدة مرات ما يمكّن من حدوث التفاعل. يمكن تحسين المتثابتات مثل حالات الحدود الحرارية وهندسة تطويق تفاعل البوليميراز المتسلسل من أجل تفاعل بوليميراز متسلسل صامد وسريع من خلال استغلال بزوغ نطاقات التدفق الفوضوي. إن إعداد تفاعل البوليميراز المتسلسل للتدفق الحملي يقلل بشكل كبير من متطلبات طاقة الجهاز وزمن العملية.[44]
- تفاعل البوليميراز المتسلسل المدرّج إلى أسفل: طريقة متوازية فائقة لاسترجاع جزيئات دنا الدقيقة للتخليق الجيني. تُعدَّل مكتبة معقدة من جزيئات دنا بعلامات مجانحة فريدة قبل التسلسل المتوازي بشكل جوهري. تمكّن المشرعات الموجهة بالواسمات من استرجاع الجزيئات بالترتيب المطلوب بواسطة تفاعل البوليميراز المتسلسل.[45]
- تفاعل البوليميراز المتسلسل الرقمي (dPCR): يُستخدم لقياس كمية تسلسل دنا المستهدف في عينة الدنا. تُمزج عينة الدنا بشدة بحيث أنه بعد تشغيل العديد من تفاعلات البوليميراز المتسلسلة بالتوازي، لا يستقبل بعضها جزيئًا واحدًا من الدنا المستهدف. يُحسب تركيز الدنا المستهدف باستخدام نسبة النتائج السلبية. ومن هنا جاء اسم «تفاعل البوليميراز الرقمي».[46]
- تضخيم قائم على الهيليكاز: على غرار تفاعل البوليميراز المتسلسل التقليدي، لكنه يستخدم درجة حرارة ثابتة بدلًا من تدوير من خلال حلقات التَمَسُّخ والتلدين/التمديد. يُستخدم هيليكاز الدنا، وهو إنزيم يزيل الحمض النووي، عوضًا عن التمسخ الحراري.
- تفاعل البوليميراز المتسلسل ذو البداية الساخنة: تقنية تقلل من التضخيم غير المحدد خلال مراحل الإعداد الأولية لتفاعل البوليميراز المتسلسل. يمكن إجراؤه يدويًا عن طريق تسخين مكونات التفاعل إلى درجة حرارة التمسخ (على سبيل المثال، 95 درجة مئوية) قبل إضافة البوليميراز.[47] طُوّرت أنظمة إنزيمية متخصصة تثبط نشاط البوليميراز في درجة الحرارة المحيط، إما عن طريق ربط ضد[14][48] أو عن طريق وجود مثبطات مرتبطة تساهميًا تتفكك فقط بعد مرحلة تنشيط درجة حرارة عالية. يكتمل تفاعل البلمرة المتسلسل ذو البداية الساخنة/الباردة من خلال بوليميرازات هجينة جديدة تكون غير نشطة في درجة الحرارة المحيط وتتنشط على الفور عند درجة حرارة التطويل.
- يشير تفاعل البوليميراز المتسلسل في السيليكو في بيئة ظاهرية أو في الفضاء الحاسوبي (تفاعل البوليميراز المتسلسل الرقمي، تفاعل البوليميراز المتسلسل الافتراضي، تفاعل البوليميراز المتسلسل الإلكتروني) إلى الأدوات الحسابية المستخدمة لحساب نتائج تفاعل البوليميراز المتسلسل النظري باستخدام مجموعة معينة من المشرعات (مسابير التهجين) لتضخيم متواليات الدنا من الجينوم المتسلسل أو الترنسكربيتوم. اقتُرح تفاعل البوليميراز المتسلسل في السيليكو أداةً تعليمية في علم الأحياء الجزيئي.[49]
- تفاعل البوليميراز المتسلسل المحدد داخل المتوالية (ISSR): هو طريقة تفاعل البوليميراز المتسلسل من أجل تسجيل بصمة الدنا التي تضخم المناطق بين تكرار متوالية بسيطة لإنتاج بصمة فريدة من أطوال الشدف المُضخمَة.[50]
- تفاعل البوليميراز المتسلسل العكوس: يستخدم عادةً لتعيين التسلسلات المجانحة حول المعززات الجينومية. يتضمن سلسلة من اهتضامات الدنا وربط ذاتي، ما يؤدي إلى تسلسل معروف في كل من نهايتي التسلسل غير المعروف.[51]
- تفاعل البوليميراز المتسلسل متوسط الربط: يستخدم وصلات دنا صغيرة تربط بدنا المحصلة وتلدين المشرعات المتعددة لوصلات دنا؛ يستخدم لعملية تسلسل الحمض النووي الريبوزي منقوص الأكسجين وسير الجينوم وتبصيم الدنا. [52]
- تفاعل البوليميراز المتسلسل المُمثيل النوعي (MSP): طوره ستيفن بيلين وجيمس جي. هيرمان في كلية جونز هوبكنز للطب، واستخدم للكشف عن تبديل ذرات الهيدروجين بمجموعة الميثيل لجزر CpG في جينوم الدنا. يُعالَج الدنا أولًا باستخدام ثنائي بيكبريتيت الصوديوم، الذي يحول قواعد السيتوزين غير الممثيلة إلى اليوراسيل، والذي تتعرف عليه مشرعات تفاعل البوليميراز المتسلسل على أنه ثايمين. ثم تُجرى اثنتين من تفاعلات البوليميراز المتسلسل على الدنا المعدل، باستخدام طقم مشرعات مماثلة باستثناء أي من جزر CpG ضمن تسلسل المشرع. عند هذه النقاط، يتعرف أول طقم على الدنا مع السيتوزينات لتضخيم الحمض النووي الممثيل، ويتعرف طقم آخر على الدنا مع اليوراسيل أو الثيمين لتضخيم الدنا غير الممثيل. يمكن أيضًا تنفيذ تفاعل البوليميراز المتسلسل المُمثيل النوعي باستخدام تفاعل البوليميراز المتسلسل بالزمن الحقيقي للحصول على معلومات كمية بدلًا من معلومات نوعية حول المثيلة.[53]
- تفاعل البوليميراز المتسلسل ذو المشرع الصغروي: يستخدم بوليميراز ثابت حراريًا (S-Tbr) الذي يمكن أن يضخم من المشرعات الصغيرة (smalligos) يصل طولها إلى 9 أو 10 نيوكليوتيدات. تسمح هذه الطريقة باستهداف تفاعل البوليميراز المتسلسل لمناطق ربط مشرع أصغر، واستخدامها لتضخيم تسلسلات دنا مصونة، مثل جين 16S (أو حقيقي النواة 18S) للرنا الريباسي.[54]
- تضخيم الكشف ذو الربط المستقل المتعدد (MLPA): يسمح بتضخيم أهداف متعددة من خلال زوج مشرع مفرد، وبالتالي تجنب تقييدات دقة تفاعل البوليميراز المتسلسل المتعدد.
- تفاعل البوليميراز المتسلسل المتعدد: يتكون من أطقم مشرعات متعددة ضمن مزيج تفاعل البوليميراز المتسلسل مفرد لإنتاج أمبليكونات بأحجام مختلفة خاصة بتسلسلات الدنا المختلفة. من خلال استهداف جينات متعددة في وقت واحد، يمكن الحصول على معلومات إضافية من اختبار تجريبي مفرد يتطلب خلافًا لذلك عدة أضعاف من الكواشف ومزيدًا من الوقت لإنجازه. يجب تحسين درجات حرارة التلدين لكل طقم من أطقم المشرعات لتعمل بشكل صحيح ضمن تفاعل واحد، وكذلك أحجام الأمبليكونات. أي يجب أن يكون طول الزوج الأساسي مختلفًا بما يكفي لتشكيل أشرطة مميزة عند تصورها بواسطة الفصل الكهربائي الهلامي.
- تفاعل البوليميراز المتسلسل بمساعدة جزيئات نانوية (nanoPCR): يمكن لبعض الجزئيات النانوية أن تعزز فعالية تفاعل البوليميراز المتسلسل (لذلك دعيت nanoPCR)، ويمكن لبعضها أن يتفوق في الأداء حتى على معزازات تفاعل البوليميراز المتسلسل الأصلية. وُجد أن النقط الكمومية (QDs) تستطيع تحسين نوعية تفاعل البوليميراز المتسلسل وكفاءته. تعتبر الأنابيب النانوية الكربونية مفردة التحويط (SWCNTs) والأنابيب النانوية الكربونية متعددة التحويط (MWCNTs) فعالة في تحسين تضخيم تفاعل البوليميراز المتسلسل الطويل. يمكن للمسحوق النانوي الكربوني (CNP) تحسين كفاءة تفاعل البوليميراز المتسلسل المكرر وتفاعل البوليميراز المتسلسل الطويل، فقد وُجد أن أكسيد الزنك وثنائي أكسيد التيتانيوم وجزيئات الفضة النانوية تزيد من عائد تفاعل البوليميراز المتسلسل. تشير البيانات السابقة إلى أن الجزيئات النانوية غير المعدنية احتفظت بدقة تضخيم الملائمة. وبأخذ أن الكثير الجزيئات النانوية قادرة على تحسين كفاءة تفاعل البوليميراز المتسلسل في الاعتبار، فمن الواضح احتمال أن تكون هناك إمكانات كبيرة لتحسين تقنية nanoPCR وتطوير الناتج. [55][56]
- تفاعل البوليميراز المتسلسل العشي: يزيد من تخصصية تفاعل تضخيم الدنا، من خلال تقليص الخلفية اعتمادًا على تضخيم الدنا غير النوعي. يستخدم طقمان من المشرعات في تفاعلين من تفاعلات البوليميراز المتسلسلة المتعاقبة. في التفاعل الأول، يستخدم أول زوج من المشرعات لتوليد منتجات الدنا، والتي إلى جانب الهدف المقصود، قد ما تزال تتكون من شدف الدنا المضخمة غير المخصصة. ثم يُستخدم المنتج(ات) في تفاعل البولميراز المتسلسل الثاني مع مجموعة من المشرعات تختلف مواقع ربطها كليًا أو جزئيًا عن كل من المشرعات المستخدمة في التفاعل الأول وتقع عند درجة 3. غالبًا ما يكون تفاعل البوليميراز المتسلسل العشي أكثر نجاحًا في تضخيم شدف الدنا الطويلة على وجه التحديد أكثر من تفاعل البوليميراز المتسلسل التقليدي، ولكنه يتطلب معرفة أكثر تفصيلًا للتسلسلات المستهدفة.
- تفاعل البوليميراز المتسلسل ممتد التراكب أو التضفير بواسطة التراكب الممتد (SOEing): تقنية في الهندسة الوراثية تُستخدم لدمج شدفتين أو أكثر من الدنا تحتويان على تسلسلات مكتملة. يستخدم لربط قطع الدنا التي تحتوي على جينات أو تسلسلات تنظيمية أو طفرات. تتيح التقنية إنشاء تراكيب دنا محددة وطويلة. يمكنه أيضًا إدخال عمليات الشطب أو الغرز أو الطفرات النقطية في تسلسل الدنا.[57][58]
- PAN-AC: يستخدم ظروفا متساوية الحرارة للتضخيم، ويمكن استخدامه في الخلايا الحية. [59][60]
- تفاعل البوليميراز المتسلسل بالزمن الحقيقي (qPCR): يستخدم لقياس كمية التسلسل المستهدف (بالزمن الحقيقي عادة). ويقيس كميًا كميات بدء الدنا أو الدنا المتمم أو الرنا. يستخدم qPCR عادة لتحديد ما إذا كان تسلسل الدنا موجودًا في العينة وعدد النسخ في العينة. يتميز التفاعل بدرجة عالية من الدقة. تستخدم طريقة qPCR صبغات متألقة، مثل أخضر سايبر وأخضر إيفا، أو مسبار دنا المحتوي على فلوروفور مثل تاغمان، لقياس كمية الناتج المضخم بالزمن الحقيقي. يختصر أحيانًا إلى RT-PCR (تفاعل البوليميراز المتسلسل اللحظي) لكن هذا الاختصار يجب أن يستخدم فقط من أجل تفاعل البوليميراز المتسلسل للنسخ العكسي. qPCR هو اختصار ملائم لتفاعل البوليميراز المتسلسل الكمي (اللحظي).
- تفاعل البوليميراز المتسلسل للنسخ العكسي (RT-PCR): لتضخيم الدنا من الرنا. تنسخ المستنسخة العكسية عكسيًا الرنا إلى دنا متمم، الذي يُضخَّم حينئذ بواسطة تفاعل البوليميراز المتسلسل. يستخدم RT-PCR على نطاق واسع في تنميط التعبير، لتحديد التعبير عن الجين أو لتحديد تسلسل نسخة رنا، بما في ذلك مواقع بدء النسخ والإنهاء. إذا كان تسلسل الدنا الجينومي للجين معروفًا، يمكن استخدام RT-PCR لرسم خريطة موقع الإكسونات والإنترونات في الجين. عادةً ما تُحدد النهاية 5' من الجين (المقابلة لموقع بدء النسخ) بواسطة RACE-PCR (التضخيم السريع لنهايات الدنا المتمم).
- تفاعل البوليميراز المتسلسل المعتمد على الريبونوكلياز إتش (rhPCR): تعديل لتفاعل البوليميراز المتسلسل الذي يستخدم المشرعات مع كتلة تمديد 3’ يمكن إزالتها بواسطة إنزيم ريبونوكلياز إتشII الثابت حراريًا. يقلل هذا النظام من الدَيْمَرات-مشرع ويسمح بإجراء تفاعلات متعددة مع أعداد أكبر من المشرعات. [61]
- تفاعل البوليميراز المتسلسل ذو المشرع المفرد المحدد (SSP-PCR): يسمح لتضخيم دنا ذو طاقين حتى عندما تكون معلومات التسلسل متوفرة عند نهاية واحدة فقط. تسمح هذه الطريقة بتضخيم الجينات التي يتوفر لها جزء من معلومات التسلسل فقط، وتسمح بالسير على الجينوم أحادي الاتجاه من مناطق معروفة من الصبغي. [62]
- تفاعل البوليميراز المتسلسل ذو الطور الصلب: يشمل معانٍ متعددة، بما في ذلك تضخيم مستعمرة البوليميراز (حيث تُشتق مستعمرات تفاعل البوليميراز المتسلسل في مصفوفة هلامية مثلا). تفاعل البوليميراز المتسلسل الجسر (ترتبط المشرعات بشكل تساهمي بسطح صلب داعم)، تفاعل البوليميراز المتسلسل التقليدي ذو الطور الصلب (حيث يُطبق تفاعل البوليميراز المتسلسل اللامتناظر بوجود مشرع مسند داعم صلب مع تسلسل يتطابق مع أحد المشرعات المائية) و تفاعل البوليميراز المتسلسل المعزز للطور الصلب (حيث يمكن تحسين تفاعل البوليميراز المتسلسل للطور الصلب التقليدي عن طريق استخدام درجة حرارة انصهار Tm عالية ومشرع صلب داعم عشي مع تطبيق اختياري لـ«مرحلة» حرارية لإنتاج مشرع داعم صلب).[63][64]
- تفاعل البوليميراز المتسلسل المنتحر: يستخدم عادةً في الوراثيات القديمة أو الدراسة الأخرى حيث يكون لتجنب الإيجابيات الكاذبة وضمان خصوصية الشدف المتضخمة الأولوية القصوى. وصِف لأول مرة في دراسة للتحقق من وجود ميكروب اليرسنية الطاعونية في عينات الأسنان التي حصلوا عليها من قبور تعود للقرن الرابع عشر لأشخاص يُفترض أنهم توفوا بسبب الطاعون خلال وباء الموت الأسود في العصور الوسطى. تصف الطريقة استخدام أي تركيبة أولية مرة واحدة فقط في تفاعل البوليميراز المتسلسل (ومن هنا كان مصطلح «الانتحار»)، والذي كان يجب ألا يستخدم أبدًا في أي تفاعل تحكم تفاعل البوليميراز السلسلي الإيجابي، ويجب أن تستهدف المشرعات دائمًا منطقة جينومية لم تُضخم من قبل في مختبر باستخدام هذا أو أي مجموعة أخرى من المشرعات. ويضمن هذا عدم وجود دنا ملوث من تفاعلات تفاعل البوليميراز المتسلسل السابقة في المختبر، ما قد يؤدي إلى نتائج إيجابية كاذبة.[65]
- تفاعل البوليميراز المتضافر اللامتناظر حراريًا (TAIL-PCR): لعزل تسلسل غير معروف يجانح تسلسل معروف. ضمن التسلسل المعروف، يستخدم TAIL-PCR زوجًا عشيًا من المشرعات بدرجات حرارة تلدين مختلفة؛ يستخدم المشرع المتنكس لتضخيم الاتجاه الآخر من التسلسل غير المعروف.[66]
- تفاعل البوليميراز المتسلسل الهابط (تفاعل البوليميرازالمتسلسل الخافض): أحد أشكال تفاعلات البوليميراز المتسلسل التي تهدف إلى تقليل الخلفية غير المحددة عن طريق خفض درجة حرارة التلدين تدريجيًا مع تقدم دورة تفاعل البوليميراز المتسلسل. عادة ما تكون درجة حرارة التلدين في الدورات الأولية أعلى بضع درجات (3-5 درجة مئوية) فوق درجة حرارة الانصهار Tm من المشرعات المستخدمة، بينما في الدورات اللاحقة، تكون درجات الحرارة (3-5 درجة مئوية) أقل من درجة حرارة الانصهار Tm. تعطي درجات الحرارة الأعلى تخصصية أكبر لرابطة المشرع، وتسمح درجات الحرارة المنخفضة بتضخيم أكثر كفاءة من المنتجات المحددة التي تشكلت خلال الدورات الأولية.[67]
- السائر السريع الشامل (UFW): يستخدم في حالة الجينوم السائر والتبصيم الوراثي بواسطة تفاعل البوليميراز المتسلسل «ذي الوجهين» الأكثر تحديدًا من التفاعل التقليدي «أحادي الجانب» (باستخدام مشرع واحد خاص بالجينات ومشرع عام واحد – والذي قد يؤدي إلى «ضوضاء» فنية)   بموجب آلية تتضمن تكوين بنية الوهقات. ومن بين مشتقات مبسطة لـ UFW الـ LaNe RAGE (تفاعل البوليميراز المتسلسل العشي المعتمد على الوهق لتسريع تضخيم نهايات دنا الجينوم) و 5'RACE LaNe و  3'RACE LaNe.[68][69][70]

## التاريخ

تمثيلٌ تخطيطي لمثالٍ على زوجٍ مُشرعٍ. كان استخدام المشرعات في الفحص المختبري للسماح بتوليد الدنا ابتكارًا رئيسيًا سمح بتطوير تفاعل البوليميراز المتسلسل.

كانت أول ورقة علمية وصفت طريقة استخدام المقايسة الإنزيمية لتكرار مرصاف دنا مع المشرعات في المخبر قد نشرت عام 1971 في مجلة علم الأحياء الجزيئية، بواسطة كييل كليبي وزملاؤه في مختبر هار غوبند خورانا. ومع ذلك، لم يحظ هذا التعبير المبكر لمبدأ تفاعل البوليميراز المتسلسل الأساسي باهتمام كبير في ذلك الوقت، وعادةً ما يُنسب اختراع تفاعل البوليميراز المتسلسل إلى عام 1983 إلى كاري موليس.
عندما طوّر موليس تفاعل البوليميراز المتسلسل في عام 1983، كان يعمل في إميريفيلي في كاليفورنيا لصالح شركة سيتوس، وهي واحدةٌ من أولى شركات التقانة الحيوية، حيث كان مسؤولًا عن تجميع سلاسل قصيرة من الدنا. كتب موليس أنه تصور لأول مرة فكرة تفاعل البوليميراز المتسلسل أثناء تجوله بسيارته في إحدى الليالي على طريق ساحل المحيط الهادي السريع. كانت تدور في ذهنه طريقة جديدة لتحليل التغيرات (الطفرات) في الدنا، وحينها أدرك أنه اخترع بدلًا من ذلك طريقة لتضخيم أي منطقة من الدنا عبر دورات متكررة من التضخيم المسير بوسطة بوليميراز الدنا. لخص موليس الإجراء في مجلة ساينتفك أمريكان: «ابتداءً بجزيء واحد من دنا للمادة الوراثية، يمكن لتفاعل البوليميراز المتسلسل توليد 100 مليار جزيء مشابه بعد الزوال. التفاعل سهل التنفيذ. فلا يتطلب أكثر من أنبوب اختبار، القليل من الكواشف البسيطة، ومصدر للحرارة». استخدمت بصمة الدنا لأول مرة في اختبار الأبوة بالدنا عام 1988.

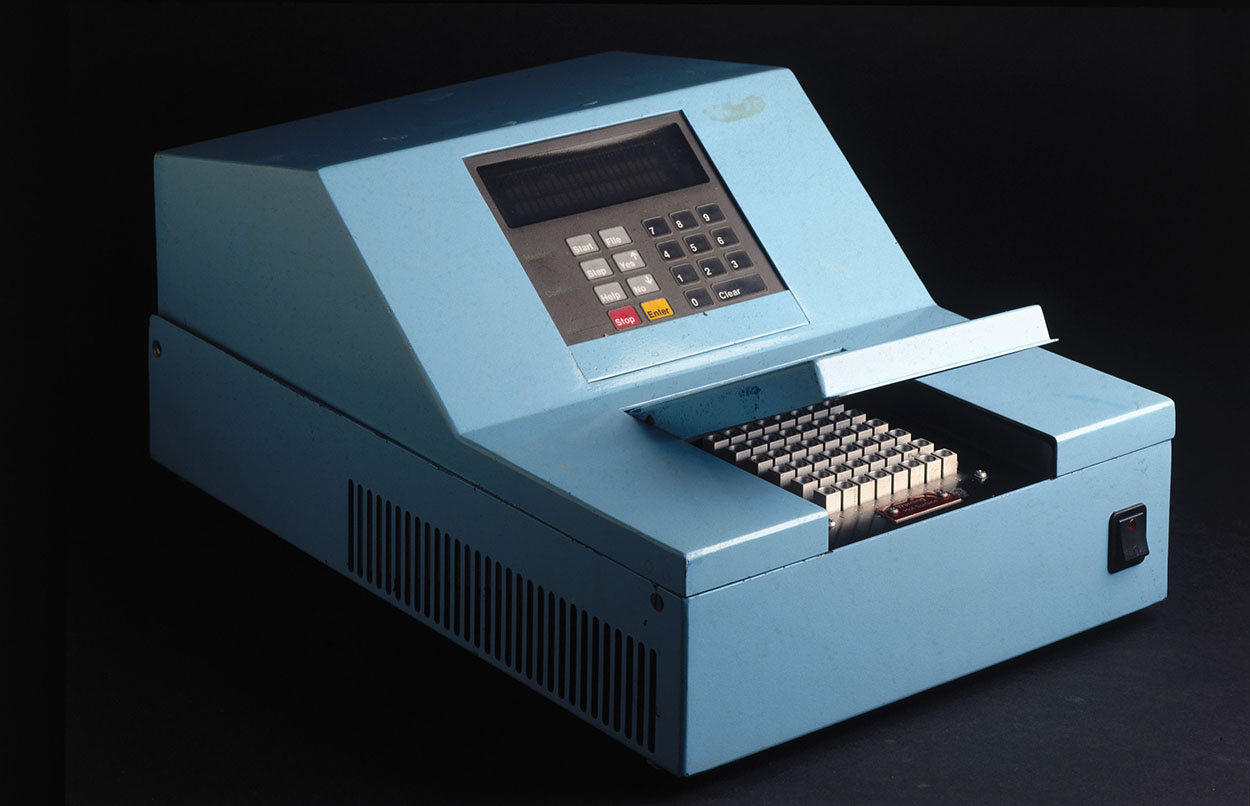
بابي بلو (Baby Blue)، هي آلةٌ لنموذج أولي للقيام بتفاعل البوليمراز المتسلسل عام 1986

مُنح موليس جائزة نوبل في الكيمياء عام 1993 عن اختراعه، بعد سبع سنوات من وضعه وزملائه في شركة سيتوس اقتراحه قيد التنفيذ لأول مرة. كُرِّمَت ورقة موليس وآر.كي. ساكي وإتش. إيه. إرليش «التضخيم الإنزيمي للتسلسلات الجينومية غلوبين- β وتحليل مواقع الاقتطاع لتشخيص فقر الدم المنجلي» -اختراع تفاعل البوليميراز المتسلسل- وحصلت على جائزة الإنجاز الكيميائي من قسم تاريخ الكيمياء بالجمعية الكيميائية الأمريكية في عام 2017.
بقيت بعض الخلافات حول المساهمات الفكرية والعملية لعلماء آخرين في عمل موليس، وما إذا كان هو المخترع الوحيد لمبدأ تفاعل البوليميراز المتسلسل.
في جوهر طريقة تفاعل البوليميراز المتسلسل، يقع استخدام بوليميراز الدنا مناسب قادر على تحمل درجات الحرارة المرتفعة أعلى من 90 درجة مئوية (194 درجة فهرنهايت) المطلوبة لفصل طاقي الحمض النووي عن الحلزون المزدوج للدنا بعد كل دورة تنسخ. لم يكن بوليميراز الدنا المستخدم في التجارب المختبرية لتفاعل البوليميراز المتسلسل قادرًا على تحمل درجات الحرارة المرتفعة في البداية. لذلك كانت الإجراءات المبكرة لتنسخ الدنا غير فعالة للغاية وتستغرق وقتًا طويلًا، وتتطلب كميات كبيرة من بوليميراز الدنا ومعالجة مستمرة طوال العملية.
مهد اكتشاف عام 1976 لبوليميراز المستحرة المائية، وهو بوليميراز دنا مُنقى من البكتيريا المحبة للحرارة، المُستحرّات المائية، التي تعيش بشكل طبيعي في البيئات الساخنة (50 إلى 80 درجة مئوية (122 إلى 176 درجة فهرنهايت)) مثل الينابيع الساخنة– الطريق لإدخال تحسينات كبيرة على طريقة تفاعل البوليميراز المتسلسل. وبوليميراز الدنا المعزول من المستحرات المائية مستقر عند درجات الحرارة العالية التي تظل نشطة حتى بعد تمسخ دنا، وبالتالي تزول الحاجة إلى إضافة دنا بوليميراز جديد بعد كل دورة. وقد سمح ذلك بعملية تلقائية قائمة على التدوير الحراري لتضخيم الحمض النووي.

### نزاعات براءة الاختراع
حصل كاري موليس على براءة اختراع تقنية تفاعل البوليميراز المتسلسل وحولت ملكيتها إلى شركة سيتوس، حيث عمل عندما اخترع التقنية عام 1983. وقد شملت براءة الاختراع تقنية إنزيم بوليميراز المستحرة المائية. كانت هناك العديد من الدعاوى القضائية البارزة المتعلقة بهذه التقنية، بما في ذلك دعوى قضائية فاشلة رفعتها ديوبونت. اشترت شركة الأدوية السويسرية هوفمان-لا روش حقوق براءات الاختراع عام 1992 وما تزال محتفظة بها وتحميها حتى الآن.
ما تزال معركة براءات الاختراع ذات الصلة حول إنزيم بوليميراز المستحرة المائية مستمرة في العديد من السلطات القضائية حول العالم بين روش وبروميغا. وقد امتدت الحجج القانونية إلى ما بعد فترة صلاحية براءات اختراع تفاعل البوليميراز المتسلسل وبوليميراز المستحرة المائية الأصلية، والتي انتهت في 28 مارس 2005.

## الهوامش
1. تفاعُل الپوليمِراز المُتسَلْسِل (بالإنجليزية: Polymerase chain reaction) ويُعرف اختصارًا PCR،‏ ويُسمى أيضًا: المنعكس التسلسلي للبوليمراز، تفاعل سلسلة البوليمراز، تفاعل البوليميراز التسلسلي، تفاعل البلمرة التسلسلي تفاعل البلمرة المتسلسل، تفاعل سلسلي للبوليميرات.
2. الحمض النووي الريبوزي منقوص الأكسجين (الدنا أو DNA)، والحمض النووي الريبوزي (الرنا أو RNA).

### باللغة الإنجليزية
1. ↑  وصلة مرجع: https://www.ncbi.nlm.nih.gov/pmc/articles/PMC4458703/.
2. ↑  وليم بينز (1996). معجم التكنولوجيا الحيوية. الألف كتاب الثاني (216) (بالعربية والإنجليزية). ترجمة: هاشم أحمد. مراجعة: إبراهيم عبد المقصود. القاهرة: دار الكتب والوثائق القومية. ص. 298. ISBN:978-977-01-4733-7. OCLC:745327518. QID:Q125620730.
3. 1 2  Saiki، R.؛ Scharf، S.؛ Faloona، F.؛ Mullis، K.؛ Horn، G.؛ Erlich، H.؛ Arnheim، N. (1985). "Enzymatic amplification of beta-globin genomic sequences and restriction site analysis for diagnosis of sickle cell anemia". Science. ج. 230 ع. 4732: 1350–1354. DOI:10.1126/science.2999980. PMID:2999980.
4. ↑  Saiki، R.؛ Gelfand، D.؛ Stoffel، S.؛ Scharf، S.؛ Higuchi، R.؛ Horn، G.؛ Mullis، K.؛ Erlich، H. (1988). "Primer-directed enzymatic amplification of DNA with a thermostable DNA polymerase". Science. ج. 239 ع. 4839: 487–491. Bibcode:1988Sci...239..487S. DOI:10.1126/science.2448875. PMID:2448875.
5. ↑  "Determining Annealing Temperatures for Polymerase Chain Reaction". The American Biology Teacher. ج. 74 ع. 4: 256–260. 2012. DOI:10.1525/abt.2012.74.4.9.
6. 1 2 3 4 5  Ninfa، Alexander؛ Ballou، David؛ Benore، Marilee (2009). Fundamental Laboratory Approaches for Biochemistry and Biotechnology. United States: Wiley. ص. 408–410. ISBN:978-0470087664.
7. ↑  Cheng، S.؛ Fockler، C.؛ Barnes، W. M.؛ Higuchi، R. (1994). "Effective Amplification of Long Targets from Cloned Inserts and Human Genomic DNA". Proceedings of the National Academy of Sciences. ج. 91 ع. 12: 5695–5699. Bibcode:1994PNAS...91.5695C. DOI:10.1073/pnas.91.12.5695. PMC:44063. PMID:8202550.
8. ↑  Carr AC، Moore SD (2012). Lucia A (المحرر). "Robust quantification of polymerase chain reactions using global fitting". PLoS ONE. ج. 7 ع. 5: e37640. Bibcode:2012PLoSO...737640C. DOI:10.1371/journal.pone.0037640. PMC:3365123. PMID:22701526.{{استشهاد بدورية محكمة}}:  صيانة الاستشهاد: دوي مجاني غير معلم (link)
9. 1 2  Joseph Sambrook؛ David W. Russel (2001). Molecular Cloning: A Laboratory Manual (ط. 3rd). Cold Spring Harbor, N.Y.: Cold Spring Harbor Laboratory Press. ISBN:978-0-879-69576-7. مؤرشف من الأصل في 2022-04-10. {{استشهاد بكتاب}}: تجاهل المحلل الوسيط |lastauthoramp= لأنه غير معروف، ويقترح استخدام |name-list-style= (مساعدة) Chapter 8: In vitro Amplification of DNA by the Polymerase Chain Reaction
10. ↑  "Polymerase Chain Reaction (PCR)". National Center for Biotechnology Information, U.S. National Library of Medicine. مؤرشف من الأصل في 2019-10-12.
11. ↑  "PCR". Genetic Science Learning Center, جامعة يوتا. مؤرشف من الأصل في 2020-03-02.
12. ↑  Pavlov، A. R.؛ Pavlova، N. V.؛ Kozyavkin، S. A.؛ Slesarev، A. I. (2004). "Recent developments in the optimization of thermostable DNA polymerases for efficient applications☆". Trends in Biotechnology. ج. 22 ع. 5: 253–260. DOI:10.1016/j.tibtech.2004.02.011. PMID:15109812.
13. ↑  Rychlik W، Spencer WJ، Rhoads RE (1990). "Optimization of the annealing temperature for DNA amplification in vitro". Nucleic Acids Res. ج. 18 ع. 21: 6409–6412. DOI:10.1093/nar/18.21.6409. PMC:332522. PMID:2243783.
14. 1 2  Sharkey، D. J.؛ Scalice، E. R.؛ Christy، K. G.؛ Atwood، S. M.؛ Daiss، J. L. (1994). "Antibodies as Thermolabile Switches: High Temperature Triggering for the Polymerase Chain Reaction". Bio/Technology. ج. 12 ع. 5: 506–509. DOI:10.1038/nbt0594-506. PMID:7764710.
15. 1 2  Chien A، Edgar DB، Trela JM (1976). "Deoxyribonucleic acid polymerase from the extreme thermophile Thermus aquaticus". J. Bacteriol. ج. 127 ع. 3: 1550–1557. DOI:10.1128/jb.127.3.1550-1557.1976. PMC:232952. PMID:8432.
16. 1 2  Lawyer، F.؛ Stoffel، S.؛ Saiki، R.؛ Chang، S.؛ Landre، P.؛ Abramson، R.؛ Gelfand، D. (1993). "High-level expression, purification, and enzymatic characterization of full-length Thermus aquaticus DNA polymerase and a truncated form deficient in 5' to 3' exonuclease activity". PCR Methods and Applications. ج. 2 ع. 4: 275–287. DOI:10.1101/gr.2.4.275. PMID:8324500.
17. 1 2 3 4  Schochetman، Gerald؛ Ou، Chin-Yih؛ Jones، Wanda K. (1988). "Polymerase Chain Reaction". The Journal of Infectious Diseases. ج. 158 ع. 6: 1154–1157. DOI:10.1093/infdis/158.6.1154. JSTOR:30137034.
18. ↑  Borman, Jon؛ Schuster, David؛ Li, Wu-bo؛ Jessee, Joel؛ Rashtchian, Ayoub (2000). "PCR from problematic templates" (PDF). Focus. ج. 22 ع. 1: 10. مؤرشف من الأصل (PDF) في 7 مارس 2017. اطلع عليه بتاريخ أغسطس 2020. {{استشهاد بدورية محكمة}}: تحقق من التاريخ في: |تاريخ الوصول= (مساعدة)
19. ↑  Bogetto, Prachi and Waidne, Lisa (2000). "Helpful tips for PCR" (PDF). Focus. ج. 22 ع. 1: 12. مؤرشف من الأصل (PDF) في 7 مارس 2017. اطلع عليه بتاريخ أغسطس 2020. {{استشهاد بدورية محكمة}}: تحقق من التاريخ في: |تاريخ الوصول= (مساعدة)صيانة الاستشهاد: أسماء متعددة: قائمة المؤلفين (link)
20. ↑  Sarkar، G.؛ Kapelner، S.؛ Sommer، S. (1990). "Formamide can dramatically improve the specificity of PCR". Nucleic Acids Research. ج. 18 ع. 24: 7465. DOI:10.1093/nar/18.24.7465. PMC:332902. PMID:2259646.
21. ↑  "Electronic PCR". NCBI – National Center for Biotechnology Information. مؤرشف من الأصل في 2017-10-18. اطلع عليه بتاريخ 2012-03-13.
22. ↑  Pavlov AR، Pavlova NV، Kozyavkin SA، Slesarev AI (2006). "Thermostable DNA Polymerases for a Wide Spectrum of Applications: Comparison of a Robust Hybrid TopoTaq to other enzymes". في Kieleczawa J (المحرر). DNA Sequencing II: Optimizing Preparation and Cleanup. Jones and Bartlett. ص. 241–257. ISBN:978-0-7637-3383-4.
23. ↑  Pombert JF، Sistek V، Boissinot M، Frenette M (2009). "Evolutionary relationships among salivarius streptococci as inferred from multilocus phylogenies based on 16S rRNA-encoding, recA, secA, and secY gene sequences". BMC Microbiol. ج. 9: 232. DOI:10.1186/1471-2180-9-232. PMC:2777182. PMID:19878555.{{استشهاد بدورية محكمة}}:  صيانة الاستشهاد: دوي مجاني غير معلم (link)
24. ↑  "Chemical Synthesis, Sequencing, and Amplification of DNA (class notes on MBB/BIO 343)". Arizona State University. مؤرشف من الأصل في 9 أكتوبر 1997. اطلع عليه بتاريخ 29 أكتوبر 2007.
25. ↑  Bustin، S. A.؛ Benes، V.؛ Garson، J. A.؛ Hellemans، J.؛ Huggett، J.؛ Kubista، M.؛ Mueller، R.؛ Nolan، T.؛ Pfaffl، M. W.؛ Shipley، G. L.؛ Vandesompele، J.؛ Wittwer، C. T. (2009). "The MIQE Guidelines: Minimum Information for Publication of Quantitative Real-Time PCR Experiments" (PDF). Clinical Chemistry. ج. 55 ع. 4: 611–622. DOI:10.1373/clinchem.2008.112797. PMID:19246619. مؤرشف من الأصل (PDF) في 2018-12-01.
26. 1 2  Garibyan, Avashia (مارس 2013). "Polymerase Chain Reaction". Journal of Investigative Dermatology. ج. 133 ع. 3: 1–4. DOI:10.1038/jid.2013.1. PMC:4102308. PMID:23399825.
27. ↑  Quill، E. (2008). "Medicine. Blood-matching goes genetic". Science. ج. 319 ع. 5869: 1478–9. DOI:10.1126/science.319.5869.1478. PMID:18339916.
28. ↑  Tomar، Rukam (2010). Molecular Markers and Plant Biotechnology. Pitman Pura, New Delhi: New India Publishing Agency. ص. 188. ISBN:978-93-80235-25-7.
29. 1 2 3  Cai، H؛ Caswell JL؛ Prescott JF (مارس 2014). "Nonculture Molecular Techniques for Diagnosis of Bacterial Disease in Animals: A Diagnostic Laboratory Perspective". Veterinary Pathology. ج. 51 ع. 2: 341–350. DOI:10.1177/0300985813511132. PMID:24569613.
30. ↑  Salis AD (2009). "Applications in Clinical Microbiology". Real-Time PCR: Current Technology and Applications. Caister Academic Press. ISBN:978-1-904455-39-4.
31. ↑  Kwok، S.؛ Mack، D. H.؛ Mullis، K. B.؛ Poiesz، B.؛ Ehrlich، G.؛ Blair، D.؛ Friedman-Kien، A.؛ Sninsky، J. J. (1987). "Identification of human immunodeficiency virus sequences by using in vitro enzymatic amplification and oligomer cleavage detection". Journal of Virology. ج. 61 ع. 5: 1690–4. DOI:10.1128/jvi.61.5.1690-1694.1987. PMC:254157. PMID:2437321.
32. ↑  Finger، Horst؛ von Koenig، Carl Heinz Wirsing (1996). Baron، Samuel (المحرر). Medical Microbiology (ط. 4th). Galveston (TX): University of Texas Medical Branch at Galveston. ISBN:978-0963117212. PMID:21413270. مؤرشف من الأصل في 2019-05-03.
33. ↑  Yeh، Sylvia H.؛ Mink، ChrisAnna M. (2012). "Bordetella pertussis and Pertussis (Whooping Cough)". Netter's Infectious Diseases. ص. 11–14. DOI:10.1016/B978-1-4377-0126-5.00003-3. ISBN:9781437701265. {{استشهاد بكتاب}}: تجاهل المحلل الوسيط |صحيفة= (مساعدة)
34. ↑  Alonso، A (28 يناير 2004). "Real-time PCR designs to estimate nuclear and mitochondrial DNA copy number in forensic and ancient DNA studies". Forensic Science International. ج. 139 ع. 2–3: 141–149. DOI:10.1016/j.forsciint.2003.10.008. PMID:15040907.
35. ↑  Boehnke، M.؛ Arnheim، N.؛ Li، H.؛ Collins، F. S. (1989). "Fine-structure genetic mapping of human chromosomes using the polymerase chain reaction on single sperm: Experimental design considerations". American Journal of Human Genetics. ج. 45 ع. 1: 21–32. PMC:1683385. PMID:2568090.
36. ↑  Garibyan، Lilit؛ Avashia، Nidhi (1 مارس 2013). "Polymerase Chain Reaction". Journal of Investigative Dermatology. ج. 133 ع. 3: 1–4. DOI:10.1038/jid.2013.1. PMC:4102308. PMID:23399825.
37. ↑  Garibyan L، Avashia N (2013). "Polymerase Chain Reaction". Journal of Investigative Dermatology. ج. 133 ع. 3: 1–4. DOI:10.1038/jid.2013.1. PMC:4102308. PMID:23399825.
38. ↑  Zhou، Y H؛ Zhang، X P؛ Ebright، R H (11 نوفمبر 1991). "Random mutagenesis of gene-sized DNA molecules by use of PCR with Taq DNA polymerase". Nucleic Acids Research. ج. 19 ع. 21: 6052. DOI:10.1093/nar/19.21.6052. PMC:329070. PMID:1658751.
39. ↑  Newton CR، Graham A، Heptinstall LE، Powell SJ، Summers C، Kalsheker N، Smith JC، Markham AF (1989). "Analysis of any point mutation in DNA. The amplification refractory mutation system (ARMS)". Nucleic Acids Research. ج. 17 ع. 7: 2503–2516. DOI:10.1093/nar/17.7.2503. PMC:317639. PMID:2785681.
40. ↑  Stemmer WP، Crameri A، Ha KD، Brennan TM، Heyneker HL (1995). "Single-step assembly of a gene and entire plasmid from large numbers of oligodeoxyribonucleotides". Gene. ج. 164 ع. 1: 49–53. DOI:10.1016/0378-1119(95)00511-4. PMID:7590320.
41. ↑  Innis MA، Myambo KB، Gelfand DH، Brow MA (1988). "DNA sequencing with Thermus aquaticus DNA polymerase and direct sequencing of polymerase chain reaction-amplified DNA". Proc Natl Acad Sci USA. ج. 85 ع. 24: 9436–9440. Bibcode:1988PNAS...85.9436I. DOI:10.1073/pnas.85.24.9436. PMC:282767. PMID:3200828.
42. ↑  Pierce KE، Wangh LJ (2007). Linear-after-the-exponential polymerase chain reaction and allied technologies Real-time detection strategies for rapid, reliable diagnosis from single cells. Methods in Molecular Medicine. ج. 132. ص. 65–85. DOI:10.1007/978-1-59745-298-4_7. ISBN:978-1-58829-578-1. PMID:17876077. {{استشهاد بكتاب}}: تجاهل المحلل الوسيط |lastauthoramp= لأنه غير معروف، ويقترح استخدام |name-list-style= (مساعدة)
43. ↑  Krishnan، Madhavi؛ Ugaz، Victor؛ Burns، Mark (2002). "PCR in a Rayleigh-Benard convection cell". Science. ج. 298 ع. 5594: 793. DOI:10.1126/science.298.5594.793. PMID:12399582.
44. ↑  Priye، Aashish؛ Hassan، Yassin؛ Ugaz، Victor (2013). "Microscale chaotic advection enables robust convective DNA replication". Analytical Chemistry. ج. 85 ع. 21: 10536–10541. DOI:10.1021/ac402611s. PMID:24083802.
45. ↑  Schwartz JJ، Lee C، Shendure J (2012). "Accurate gene synthesis with tag-directed retrieval of sequence-verified DNA molecules". Nature Methods. ج. 9 ع. 9: 913–915. DOI:10.1038/nmeth.2137. PMC:3433648. PMID:22886093.
46. ↑  Vincent M، Xu Y، Kong H (2004). "Helicase-dependent isothermal DNA amplification". EMBO Reports. ج. 5 ع. 8: 795–800. DOI:10.1038/sj.embor.7400200. PMC:1249482. PMID:15247927.
47. ↑  Chou Q، Russell M، Birch DE، Raymond J، Bloch W (1992). "Prevention of pre-PCR mis-priming and primer dimerization improves low-copy-number amplifications". Nucleic Acids Research. ج. 20 ع. 7: 1717–1723. DOI:10.1093/nar/20.7.1717. PMC:312262. PMID:1579465.
48. ↑  Kellogg، DE؛ Rybalkin، I؛ Chen، S؛ Mukhamedova، N؛ Vlasik، T؛ Siebert، PD؛ Chenchik، A (1994). "TaqStart Antibody: "hot start" PCR facilitated by a neutralizing monoclonal antibody directed against Taq DNA polymerase". BioTechniques. ج. 16 ع. 6: 1134–7. PMID:8074881.
49. ↑  San Millan RM، Martinez-Ballesteros I، Rementeria A، Garaizar J، Bikandi J (2013). "Online exercise for the design and simulation of PCR and PCR-RFLP experiments". BMC Research Notes. ج. 6: 513. DOI:10.1186/1756-0500-6-513. PMC:4029544. PMID:24314313.{{استشهاد بدورية محكمة}}:  صيانة الاستشهاد: دوي مجاني غير معلم (link)
50. ↑  Zietkiewicz, E.؛ Rafalski, A.؛ Labuda, D. (1994). "Genome fingerprinting by simple sequence repeat (SSR)-anchored polymerase chain reaction amplification". Genomics. ج. 20 ع. 2: 176–83. DOI:10.1006/geno.1994.1151. PMID:8020964.
51. ↑  Ochman H، Gerber AS، Hartl DL (1988). "Genetic Applications of an Inverse Polymerase Chain Reaction". Genetics. ج. 120 ع. 3: 621–623. PMC:1203539. PMID:2852134.
52. ↑  Mueller PR، Wold B (1988). "In vivo footprinting of a muscle specific enhancer by ligation mediated PCR". Science. ج. 246 ع. 4931: 780–786. DOI:10.1126/science.2814500. PMID:2814500.
53. ↑  Herman JG، Graff JR، Myöhänen S، Nelkin BD، Baylin SB (1996). "Methylation-specific PCR: a novel PCR assay for methylation status of CpG islands". Proc Natl Acad Sci USA. ج. 93 ع. 13: 9821–9826. Bibcode:1996PNAS...93.9821H. DOI:10.1073/pnas.93.18.9821. PMC:38513. PMID:8790415.
54. ↑  Isenbarger TA، Finney M، Ríos-Velázquez C، Handelsman J، Ruvkun G (2008). "Miniprimer PCR, a New Lens for Viewing the Microbial World". Applied and Environmental Microbiology. ج. 74 ع. 3: 840–9. DOI:10.1128/AEM.01933-07. PMC:2227730. PMID:18083877.
55. ↑  Cenchao Shen؛ Wenjuan Yang؛ Qiaoli Ji؛ Hisaji Maki؛ Anjie Dong؛ Zhizhou Zhang (2009). "NanoPCR observation: different levels of DNA replication fidelity in nanoparticle-enhanced polymerase chain reactions". Nanotechnology. ج. 20 ع. 45: 455103. Bibcode:2009Nanot..20S5103S. DOI:10.1088/0957-4484/20/45/455103. PMID:19822925. مؤرشف من الأصل في 2020-03-26.
56. ↑  Shen، Cenchao (2013). "An Overview of Nanoparticle-Assisted Polymerase Chain Reaction Technology". An Overview of Nanoparticle‐Assisted Polymerase Chain Reaction Technology. US: Wiley-Blackwell Publishing Ltd. ص. 97–106. DOI:10.1002/9781118451915.ch5. ISBN:9781118451915.
57. ↑  Horton RM، Hunt HD، Ho SN، Pullen JK، Pease LR (1989). "Engineering hybrid genes without the use of restriction enzymes: gene splicing by overlap exten-sion". Gene. ج. 77 ع. 1: 61–68. DOI:10.1016/0378-1119(89)90359-4. PMID:2744488.
58. ↑  Moller، Simon (2006). PCR: The Basics. US: Taylor & Francis Group. ص. 144. ISBN:9780415355476.
59. ↑  David F، Turlotte E (1998). "Une méthode d'amplification génique isotherme" [An Isothermal Amplification Method]. Comptes Rendus de l'Académie des Sciences, Série III. ج. 321 ع. 11: 909–914. Bibcode:1998CRASG.321..909D. DOI:10.1016/S0764-4469(99)80005-5. PMID:9879470.
60. ↑  Fabrice David (سبتمبر–October 2002). "Utiliser les propriétés topologiques de l'ADN: une nouvelle arme contre les agents pathogènes" (PDF). Fusion. مؤرشف من الأصل (PDF) في 2007-11-28. {{استشهاد ويب}}: تحقق من التاريخ في: |تاريخ= (مساعدة)(in French)
61. ↑  Dobosy JR، Rose SD، Beltz KR، Rupp SM، Powers KM، Behlke MA، Walder JA (أغسطس 2011). "RNase H-dependent PCR (rhPCR): improved specificity and single nucleotide polymorphism detection using blocked cleavable primers". BMC Biotechnology. ج. 11: 80. DOI:10.1186/1472-6750-11-80. PMC:3224242. PMID:21831278.{{استشهاد بدورية محكمة}}:  صيانة الاستشهاد: دوي مجاني غير معلم (link)
62. ↑  Shyamala، V.؛ Ferro-Luzzi، Ames G. (1993). Single Specific Primer-Polymerase Chain Reaction (SSP-PCR) and Genome Walking. ج. 15. ص. 339–48. DOI:10.1385/0-89603-244-2:339. ISBN:978-0-89603-244-6. PMID:21400290. {{استشهاد بكتاب}}: تجاهل المحلل الوسيط |صحيفة= (مساعدة)
63. ↑  Bing DH، Boles C، Rehman FN، Audeh M، Belmarsh M، Kelley B، Adams CP (1996). "Bridge amplification: a solid phase PCR system for the amplification and detection of allelic differences in single copy genes". Genetic Identity Conference Proceedings, Seventh International Symposium on Human Identification. مؤرشف من الأصل في 7 مايو 2001.
64. ↑  Khan Z، Poetter K، Park DJ (2008). "Enhanced solid phase PCR: mechanisms to increase priming by solid support primers". Analytical Biochemistry. ج. 375 ع. 2: 391–393. DOI:10.1016/j.ab.2008.01.021. PMID:18267099.
65. ↑  Raoult، D؛ G Aboudharam؛ E Crubezy؛ G Larrouy؛ B Ludes؛ M Drancourt (7 نوفمبر 2000). "Molecular identification by "suicide PCR" of Yersinia pestis as the agent of medieval black death". Proc. Natl. Acad. Sci. U.S.A. ج. 97 ع. 23: 12800–12803. Bibcode:2000PNAS...9712800R. DOI:10.1073/pnas.220225197. PMC:18844. PMID:11058154.
66. ↑  Y.G. Liu؛ R. F. Whittier (1995). "Thermal asymmetric interlaced PCR: automatable amplification and sequencing of insert end fragments from P1 and YAC clones for chromosome walking". Genomics. ج. 25 ع. 3: 674–81. DOI:10.1016/0888-7543(95)80010-J. PMID:7759102. {{استشهاد بدورية محكمة}}: تجاهل المحلل الوسيط |lastauthoramp= لأنه غير معروف، ويقترح استخدام |name-list-style= (مساعدة)
67. ↑  Don RH، Cox PT، Wainwright BJ، Baker K، Mattick JS (1991). "'Touchdown' PCR to circumvent spurious priming during gene amplification". Nucleic Acids Res. ج. 19 ع. 14: 4008. DOI:10.1093/nar/19.14.4008. PMC:328507. PMID:1861999.
68. ↑  Park DJ (2004). "3'RACE LaNe: a simple and rapid fully nested PCR method to determine 3'-terminal cDNA sequence". BioTechniques. ج. 36 ع. 4: 586–588, 590. DOI:10.2144/04364BM04. PMID:15088375.
69. ↑  Park DJ (2005). "A new 5' terminal murine GAPDH exon identified using 5'RACE LaNe". Molecular Biotechnology. ج. 29 ع. 1: 39–46. DOI:10.1385/MB:29:1:39. PMID:15668518.
70. ↑  "Full Text – LaNe RAGE: a new tool for genomic DNA flanking sequence determination". مؤرشف من الأصل في 2018-06-02.
71. ↑  Kleppe K، Ohtsuka E، Kleppe R، Molineux I، Khorana HG (1971). "Studies on polynucleotides. XCVI. Repair replications of short synthetic DNA's as catalyzed by DNA polymerases". J. Mol. Biol. ج. 56 ع. 2: 341–361. DOI:10.1016/0022-2836(71)90469-4. PMID:4927950.
72. ↑  Rabinow، Paul (1996). Making PCR: A Story of Biotechnology. Chicago: University of Chicago Press. ISBN:978-0-226-70146-2. مؤرشف من الأصل في 2020-03-26.
73. ↑  Mullis، Kary (1998). Dancing Naked in the Mind Field. New York: Pantheon Books. ISBN:978-0-679-44255-4. مؤرشف من الأصل في 2020-03-26.
74. ↑  Mullis، Kary (1990). "The unusual origin of the polymerase chain reaction". Scientific American. ج. 262 ع. 4: 56–61, 64–5. Bibcode:1990SciAm.262d..56M. DOI:10.1038/scientificamerican0490-56. PMID:2315679.
75. ↑  Patidar، Madhvika؛ Agrawal، Suraksha؛ Parveen، Farah؛ Khare، Parul (2015). "Molecular insights of saliva in solving paternity dispute". Journal of Forensic Dental Sciences. ج. 7 ع. 1: 76–79. DOI:10.4103/0975-1475.150325. PMC:4330625. PMID:25709326.{{استشهاد بدورية محكمة}}:  صيانة الاستشهاد: دوي مجاني غير معلم (link)
76. ↑  "Kary B. Mullis – Nobel Lecture: The Polymerase Chain Reaction". مؤرشف من الأصل في 2018-08-12.
77. ↑  "Citations for Chemical Breakthrough Awards 2017 Awardees". Division of the History of Chemistry. مؤرشف من الأصل في 2018-05-13. اطلع عليه بتاريخ 2018-03-12.
78. ↑  Saiki، R.؛ Scharf، S؛ Faloona، F؛ Mullis، K.؛ Horn، G.؛ Erlich، H.؛ Arnheim، N (1985). "Enzymatic amplification of beta-globin genomic sequences and restriction site analysis for diagnosis of sickle cell anemia". Science. ج. 230 ع. 4732: 1350–1354. DOI:10.1126/science.2999980. PMID:2999980.
79. ↑  Saiki، R.؛ Scharf، S.؛ Faloona، F.؛ Mullis، K.؛ Horn، G.؛ Erlich، H.؛ Arnheim، N. (1985). "Enzymatic amplification of beta-globin genomic sequences and restriction site analysis for diagnosis of sickle cell anemia". Science. ج. 230 ع. 4732: 1350–1354. DOI:10.1126/science.2999980. PMID:2999980.
80. ↑  Saiki، R.؛ Gelfand، D.؛ Stoffel، S.؛ Scharf، S.؛ Higuchi، R.؛ Horn، G.؛ Mullis، K.؛ Erlich، H. (1988). "Primer-directed enzymatic amplification of DNA with a thermostable DNA polymerase". Science. ج. 239 ع. 4839: 487–491. Bibcode:1988Sci...239..487S. DOI:10.1126/science.2448875. PMID:2448875.
81. ↑  "Advice on How to Survive the Taq Wars". GEN Genetic Engineering News – Biobusiness Channel. ج. 26 ع. 9. 1 مايو 2006. مؤرشف من الأصل في 2020-03-26.

### باللغة العربيَّة
1. ↑  "ترجمة (Polymerase chain reaction) في القاموس الطبي". مكتبة لبنان ناشرون. مؤرشف من الأصل في 2020-03-23. اطلع عليه بتاريخ 2020-03-23.
2. 1 2 3  "ترجمة (Polymerase chain reaction) في القاموس". موقع القاموس. مؤرشف من الأصل في 2020-03-26. اطلع عليه بتاريخ 2020-03-23.
3. ↑  "ترجمة (Polymerase chain reaction) في معجم مرعشي الطبي الكبير". مكتبة لبنان ناشرون. مؤرشف من الأصل في 2020-03-23. اطلع عليه بتاريخ 2020-03-23.
4. 1 2 3  "ترجمة (Polymerase chain reaction) في موقع المعاني". قاموس المعاني. مؤرشف من الأصل في 2020-03-23. اطلع عليه بتاريخ 2020-03-23.